# Kastell Intercisa

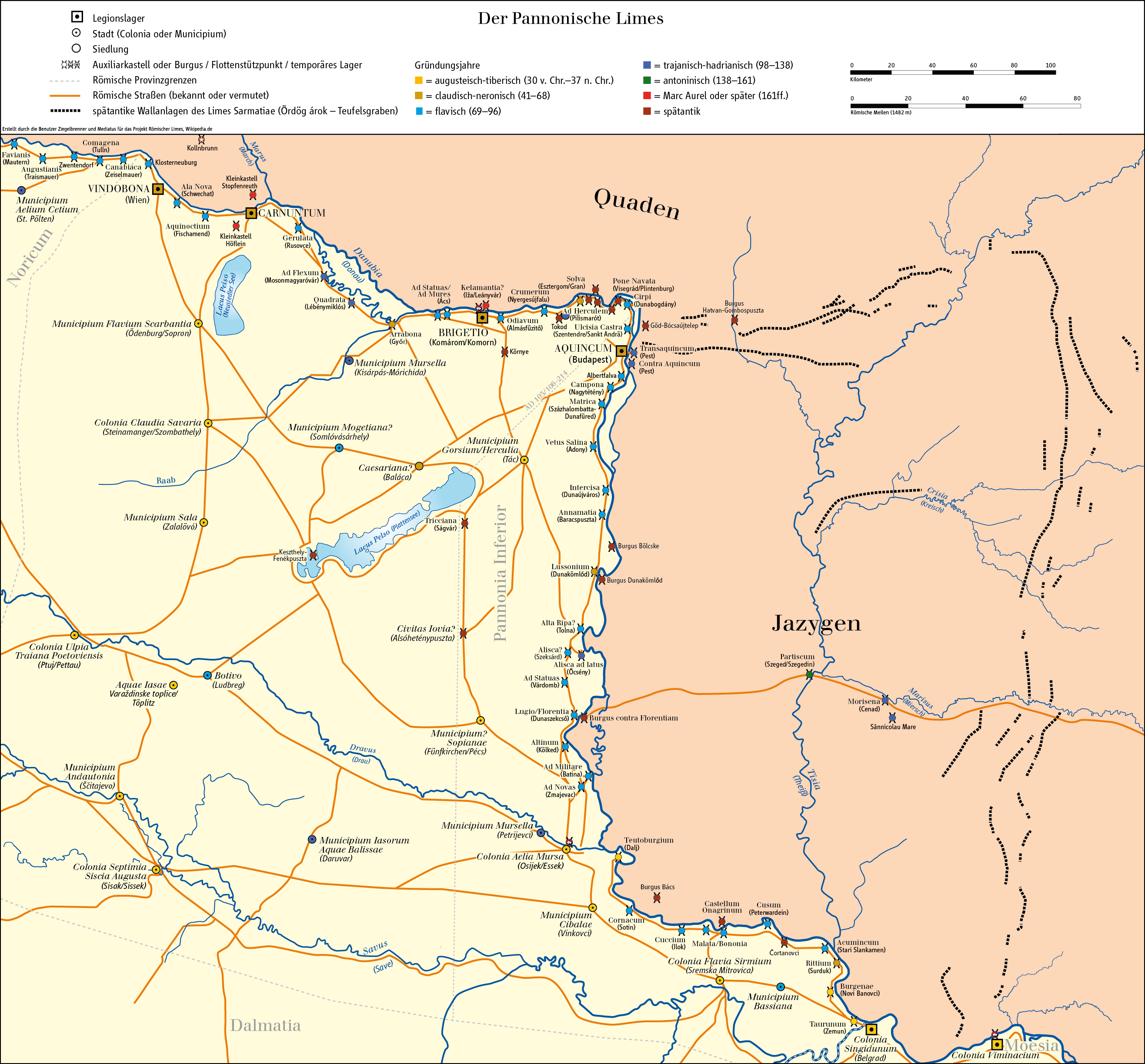
Die Lage von Intercisa am niederpannonischen Donaulimes

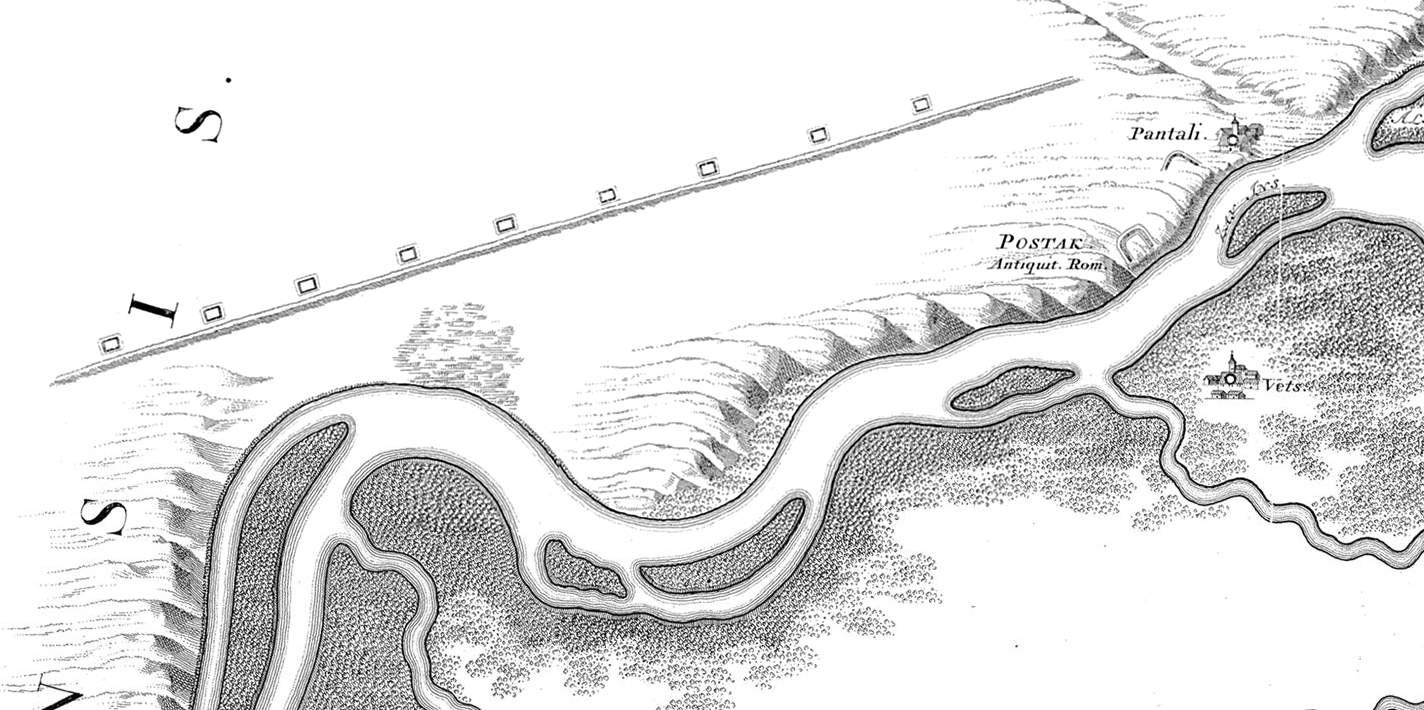
Kastell und Limesstraße mit den im 18. Jahrhundert noch sichtbaren römischen Straßentürmen auf der Übersichtskarte von Marsigli

Das Kastell Intercisa war ein römisches Militärlager, dessen Besatzung für Sicherungs- und Überwachungsaufgaben am Limes Pannonicus zuständig war. Die Donau bildete hier in weiten Abschnitten die römische Reichsgrenze. Die sich unmittelbar am Strom befindlichen Reste des Kastells liegen auf dem Plateau des Öreghegy (Alter Berg) im Bereich der ungarischen Stadt Dunaújváros (Neustadt a.d. Donau) im Komitat Fejér. Intercisa gilt als eine der bekanntesten und am besten erforschten römischen Fortifikationen am Donaulimes. Die meisten ungarischen provinzialrömischen Archäologen waren hier im 20. Jahrhundert für längere oder kürzere Zeit tätig. Einige wichtige Baureste sind konserviert und für die Öffentlichkeit zugänglich gemacht worden, darunter u. a. auch eine kleine frühchristliche Kirche (Martyrion?) aus dem 4. Jahrhundert.

## Lage
Im Umland des rund 70 Kilometer südlich von Budapest gelegenen Dunaújváros lassen sich bereits für die Bronzezeit Siedlungsspuren ausmachen. Später ließen sich dort Kelten nieder. Das mit seinen Hauptachsen fast genau nach den vier Himmelsrichtungen ausgerichtete, rechteckige Kastell wurde strategisch günstig auf dem in nördlicher Richtung orientierten keilförmigen Sporn eines Lößplateaus, rund 50 Meter über dem rechten Donauufer errichtet. Südwestlich des Kastells steigt das Plateau noch einmal leicht an, im Osten fällt es zum Fluss hin wieder rasch ab. Die nördlich und westlich der römischen Befestigung gelegenen Plateauhänge sind besonders abschüssig und deswegen bis heute weitgehend unbebaut geblieben. Am Osthang hat die von Nordosten kommende und in südöstliche Richtung fließende Donau über die Jahrhunderte durch Unterspülung Sedimente abgetragen und dabei auch das Kastell teilweise zerstört. Nach Verlagerung des Donaubetts in östliche Richtung blieb unterhalb der einstigen Fortifikation nur noch ein breiter Altarm erhalten, der die antike topographische Situation noch weitgehend nachvollziehbar macht. Vom Kastell aus konnte die Besatzung auch weite Teile der sich am gegenüberliegenden Ufer der Donau nach Osten erstreckenden Ungarischen Tiefebene überwachen. Dort siedelte seit der Mitte des 1. Jahrhunderts n. Chr. der besonders kriegerische sarmatische Stamm der Jazygen.

## Forschungsgeschichte

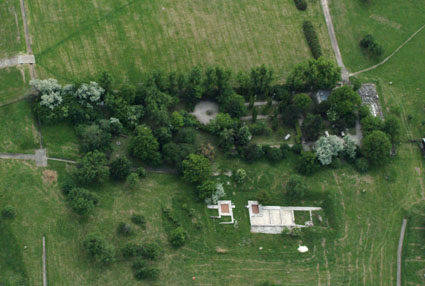
Das konservierte Südtor, die Porta principalis dextra, mit spätantiken seitlichen Anbauten und dem davor liegenden, eingewachsenen Lapidarium

Dunaújváros bestand bis 1949 nur als ein kleines Dorf mit dem Namen Dunapentele. Unter kommunistischer Herrschaft begann der Ausbau zur ersten sozialistischen Stadt Ungarns, die den Namen Stalinstadt (Sztálinváros) erhielt und von einem riesigen Stahl- und Eisenkombinatskomplex beherrscht wurde. Für die Archäologie bedeutete die seit 1950 rasch voranschreitende Überbauung des ebenfalls auf dem Plateau lokalisierten, großflächigen antiken Lagerdorfes (Vicus) und der Gräberfelder zwar eine Chance zu umfangreichen Untersuchungen, damit einher ging aber auch eine baldige und unwiderrufliche Zerstörung der römischen Kulturschichten.
Eine erste Erwähnung zum Inschriftenmaterial aus Intercisa findet sich 1534 bei dem Gelehrten Peter Apian (1495–1552). Ihm folgte Wolfgang Lazius (1514–1565) mit einer Darstellung der römischen Siedlung auf seiner Karte zu den Türkenkriegen, Jan Gruter (1560–1627) sowie Luigi Ferdinando Marsigli (1658–1730), Matthias Bel (1684–1749) und viele weitere – vom Humanismus geprägte – Persönlichkeiten. Die Identifikation Dunapenteles als das antike Intercisa gelang bereits 1780 durch den Gelehrten und frühen Ausgräber István Schönwiesner (1738–1818).
Die ersten wissenschaftlichen Grabungen auf dem damals landwirtschaftlich genutzten Öreghegy fanden von 1903 bis 1913 unter der Leitung der Archäologen Anton Hekler (1882–1940) und Eduard Mahler (1857–1945) statt. Daneben war zu dieser Zeit auch der Archäologe József Hampel (1849–1913), der auch als Direktor des Ungarischen Nationalmuseums tätig war, an den Grabungen beteiligt.
Die auch in internationalen Fachkreisen auf großes Interesse stoßenden Funde wurden an führender Stelle von deutschen Archäologen wie Richard Engelmann (1844–1909), Friedrich Drexel (1885–1930) sowie Wolfgang Fritz Volbach (1892–1988) veröffentlicht. Nach einer durch Ausbruch des Ersten Weltkrieges bedingten Unterbrechung initiierte ab 1922 der Archäologe Zoltán Oroszlán (1891–1971), ein ehemaliger Student von Hekler, einige neue Grabungskampagnen. 1931 legte István Paulovics (1892–1952) die Porta decumana, das rückwärtige Westtor des Kastells, in Ausschnitten frei. Der Archäologe richtete während seiner Untersuchungen sein Hauptaugenmerk auf die Beschaffenheit der Wehrmauer und die Bestimmung der Gesamtausdehnung des Kastellareals. 1949 und 1950 führte László Barkóczi umfangreiche Grabungen durch; ihm folgte 1952 András Mócsy (1929–1987), der die Porta principalis sinistra, das Nordtor des Garnisonsorts, mit einigen Schnitten nachwies. Zu Beginn des Ausbaus von Dunaújváros als Industriestandort, insbesondere in den 1960er und 1970er Jahren, führten die Archäologen Eszter B. Vágó (1928–1970) und Zsolt Visy eine Vielzahl von Notgrabungen auf dem Gebiet des Lagerdorfes und der Gräberfelder durch, bei denen mehrere tausend Grablegen untersucht werden konnten. Zwischen 1983 und 1984 gruben Barnabás Lőrincz (1951–2012) und Klára Szabó in der Praetentura, dem Vorderlager des Kastells und versuchten unter anderem die Zeitansätze der verschiedenen Bauphasen zu klären. 1992 wurde das an der Öreghegyi-Straße gelegene Kastellbad ergraben, aufwendig restauriert und anschließend unter einem modernen Schutzbau der Öffentlichkeit übergeben.
Das denkmalgeschützte Kastellareal wurde zu einem archäologischen Park umgestaltet und ist frei zugänglich. Einige wichtige Baudenkmäler wie die 1975 freigelegte Porta principalis dextra (Südtor), die östlichen Ecktürme, die gepflasterte Via praetoria sowie die Principia, das Stabsgebäude, wurden konserviert. Am Südtor befindet sich ein Freilichtlapidarium mit ausgewählten Sarkophagen und Stelen, die ab 1950 aus den Gräberfeldern geborgen wurden.

## Baugeschichte

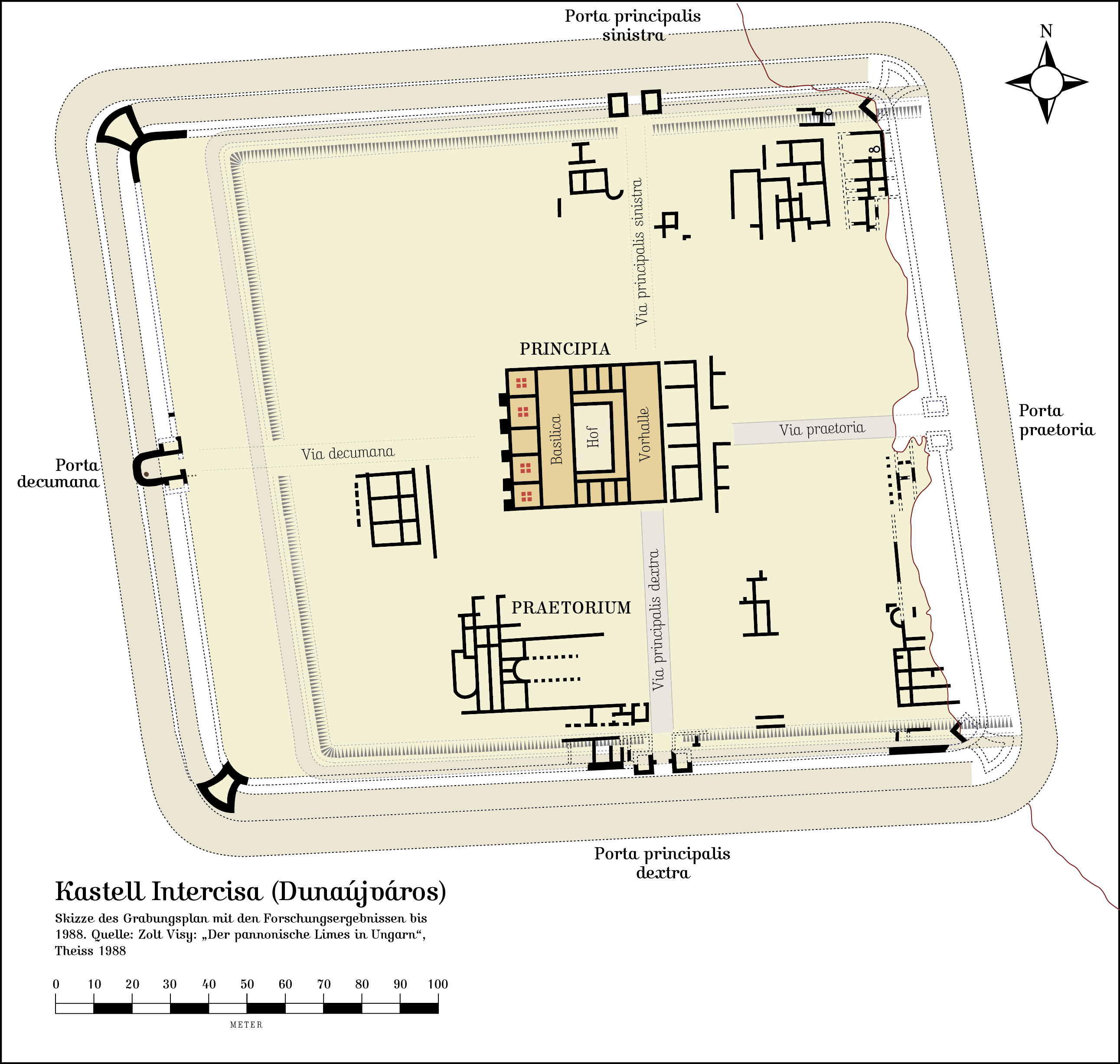
Grabungsplan des Kastells mit den bis 1988 erzielten Ergebnissen. Visy nahm abweichend von diesem Plan an, dass es aufgrund der topographischen Situation keine Porta praetoria gegeben hat.

### Holz-Erde-Lager
Nach Ansicht der älteren Forschung bestand möglicherweise ein erstes Lager schon seit Beginn der neunziger Jahre des 1. Jahrhunderts. Nach Auswertung des Münzmaterials und der Terra Sigillata in den frühen 1980er Jahren gingen die Wissenschaftler jedoch davon aus, dass das Holz-Erde-Lager erst seit der Regierungszeit des Kaisers Antoninus Pius (138–161) bestand. Es lag vermutlich rund 400 Meter südlich des jüngeren, im 2. Jahrhundert angelegten Kastellplatzes. In diesem Bereich, den später ein ausgedehntes Gräberfeld einnahm, fand sich ein für Holz-Erde-Lager typischer Spitzgraben.
Während der Regierungszeit der Kaiser Trajan (98–117) oder Hadrian (117–138) errichteten die Soldaten auf dem Areal des späteren Steinkastells das heute besser bekannte rechteckige Holz-Erde-Lager mit dem für die Prinzipatszeit typischen rechteckigem Grundriss und abgerundeten Ecken (Spielkartenform). Der die Anlage umgebende Spitzgraben konnte teilweise unter oder neben der Wehrmauer des späteren Steinkastells nachgewiesen werden. 1983 wurden 15 Meter des südlichen Grabenabschnittes beobachtet und ein Stück der südlichen Via sagularis (Lagerringstraße) freigelegt. Ein Jahr später kam bei einer Notgrabung in der nordöstlichen Lagerecke ein 5,84 Meter langes und 2,34 Meter breites Stück des nördlichen Grabens zum Vorschein. Aufgrund dieses Befundes schätzten die Ausgräber die Breite des Holz-Erde-Lagers auf 162,7 Meter.
Hinter dem Graben sind an einigen Punkten auch die Pfostengruben der hölzernen Palisade mit innen angeschüttetem Erdwall, der auch als Wehrgang diente, gesichert worden. An einem Abschnitt der Südfront waren keine derartigen Pfostengruben mehr festzustellen, da die Schichten des Holz-Erde-Lagers hier durch später angelegte, tiefe Gruben zu stark durchwühlt gewesen sind. Hier fand sich jedoch das Südtor. Unter der Lagerringstraße des Steinkastells legte man 1983 die Nordostecke einer Mannschaftsbaracke frei, deren Mauern aus Lehmziegeln bestanden.
Da die Donau seit der Antike großflächig Teile des Hochufers abgeschwemmt hat, ist das nahe an der Plateaukante errichtete Lager teilweise stark beschädigt worden. So fehlen heute sein westlicher Teil mit der Prätorialfront, der dem Feind zugewandten Seite des Kastells, und dem Haupttor, der Porta praetoria. Daher konnte nur die genaue Breite dieser Befestigung mit 165 Metern vermessen werden. Ihre Längsausdehnung wird auf 190 Meter geschätzt.

### Steinkastell

#### Umwehrung

Die Porta principalis dextra in der Bauperiode 1/a

Die Porta principalis dextra in den Bauperioden I/b, c; II/a, b

Die Porta decumana mit spätantiker Umbauphase

Die mit wenigen Schnitten erfasste Porta principalis sinistra

Das Steinkastell besaß eine leicht rhombische Form und umfasste eine Fläche von 176 × 200 Metern. An seiner Nord- und Südseite konnte festgestellt werden, dass dieser Abschnitt der steinernen Wehrmauer gegen beziehungsweise nach dem Ende der Markomannenkriege, in den Jahren von 178 bis 182, entstanden sein muss. Aber auch eine Errichtung während der Regierungszeit des Kaisers Antoninus Pius (138–161) wird in Fachkreisen diskutiert. Diese Mauer wurde an den Längsseiten in den zugeschütteten Spitzgraben des vorangegangenen Holz-Erde-Lagers gesetzt. Um die Verteidigungsfähigkeit des Platzes auch während des Neubaus zu gewährleisten, blieb der Erdwall bis zur Fertigstellung der 1,3 bis 1,4 Meter breiten steinernen Wehrmauer bestehen. Da die Ingenieure offensichtlich die Erosionsgefahr an der Plateaukante klar erkannt hatten, wurde die gesamte Anlage um rund 20 Meter nach Westen verschoben. Dennoch ging in der nachrömischen Zeit auch bei dieser Befestigung die gesamte Westfront durch Abrutschung des Terrains verloren. Nord- und Südtor behielten dieselbe Position bei, die sie schon während der Holz-Erde-Periode eingenommen hatten. Vor den Mauern wurde ein 6 Meter breiter und 4 Meter tiefer Wehrgraben angelegt und der Aushub als Erdrampe hinter der neuen Verteidigungsmauer aufgeschüttet. Bemerkenswerterweise besaß dieser Neubau zumindest teilweise immer noch Holztürme. Der Archäologe Zsolt Mráv sah in den Holztürmen und -toren dieser als Periode 1/a bezeichneten Bauphase lediglich eine kurzfristige Angelegenheit. Durch seine Arbeiten mit drei Inschriftenfragmenten (siehe den Absatz Bauinschrift) konnte er die Mutmaßung aussprechen, dass der endgültige Steinausbau des Kastells während des letzten Amtsjahres des Statthalters L(ucius) Cornelius Felix Plotianus, 185 n. Chr., stattgefunden haben könnte. In der älteren Interpretation, wurde der Steinausbau der Tore und Türme in die Regierungszeit des Kaisers Caracalla (211–217) gelegt. So wurde vermutet, dass dieser Kaiser im Jahre 214 während seines Pannonienbesuches auch Intercisa passiert haben könnte und die Bauarbeiten erst zu diesem Zeitpunkt abgeschlossen wurden.
Ein Straßenstück im südlichen Lagerdorf, das einen großen, von Westen nach Norden laufenden Viertelkreis beschreibt, mündet mit seinem Nordende unmittelbar vor der heutigen Abbruchkante des Plateaus. In der nicht mehr vorhandenen nördlichen Verlängerung dieser das Lager im Osten umgehenden Straße lässt sich die ungefähre Mindestbreite des heute fehlenden Plateaubereichs von rund 40 bis 60 Metern erschließen.
Die neuen Steintürme der Tore sprangen um eine Mauerbreite aus der Umfassungsmauer hervor, die drei erhaltenen Torbauten behielten dabei ihre einspurige Zufahrt. Gleichzeitig entstanden auch die rechteckigen, 5 × 6,5 Meter großen steinernen Ecktürme in den abgerundeten Kastellecken. Die Porta decumana – das rückwärtige Westtor – besaß nach ihrem Ausbau in Stein einen leicht rhombischen Grundriss von 6 × 4,5 Metern. Visy mutmaßte 2003, dass auf die Porta praetoria. (Osttor) an der Prinzipalfront gänzlich verzichtet worden war, da sich diese schon gefährlich nahe am steil zur Donau abfallenden Abhang befunden hätte und somit auch keinen praktischen Zweck mehr hätte erfüllen können.
In den Wirren der Jahre um 260 n. Chr., als der Obergermanisch-Rätische Limes fiel und die Schlacht von Edessa für Rom einen verheerenden Ausgang nahm, drangen die Jazygen und ihre Verbündeten, die Roxolanen, brandschatzend und plündernd bis an den Südwestrand der Provinz Pannonia superior vor. In diesen Kämpfen erlitt das Kastell große Schäden, die offenbar erst gegen Ende des 3. Jahrhunderts behoben werden konnten, nachdem die Jazygen auch während der Regierungszeit des Kaisers Carus (282–283) Pannonien heimgesucht hatten. Während dieser Renovierungsarbeiten wurde auch ein neuer, etwas flacherer Wehrgraben ausgehoben.
Im Laufe des 4. Jahrhunderts ist der das Lager im Inneren umgebende Erddamm zumindest stellenweise wieder entfernt worden. An seiner Stelle entstanden direkt an die Wehrmauer angelehnte Bauten mit kleinen Kammern beziehungsweise in Holzbauweise errichtete Überdachungen, die u. a. am Südtor gut beobachtet werden konnten. Zu einem nicht genau bestimmbaren Zeitpunkt während dieses Jahrhunderts entstanden anstelle der bisherigen quadratischen Ecktürme mächtige, rund 12 Meter lange, fächerförmige Türme mit abgerundeter Front. Türme dieser Art sind typisch für den spätantiken Festungsbau, sie werden an vielen Garnisonsorten entlang des Donaulimes beobachtet und können einer mehr oder minder langen, zusammenhängend organisierten Baukampagne zuzuschreiben sein. Da sich die Fächertürme weit über den Wehrmauerverband des Kastells bis in den Grabenbereich schoben, musste dieser zugeschüttet und durch einen etwas weiter entfernten neuen Graben ersetzt werden. Eine im südlich gelegenen Kastell Baracspuszta gefundene Münze, die während der Herrschaft des Kaisers Konstantin II. (337–340) geprägt worden war, gilt als Beleg für den frühesten Zeitpunkt dieser Umbaumaßnahmen. Wie in Baracspuszta wurde auch in Intercisa die Porta decumana mit einer 1,80 bis 2,20 Meter starken und 7 Meter hervorspringenden U-förmigen Vormauer oder einem entsprechenden Turm, der an die Außenfront der beiden 5,50 Meter weit auseinander stehenden Tortürme angesetzt war, von außen unzugänglich gemacht. Im Zerstörungsschutt einer entsprechenden Vormauer in Baracspuszta fanden sich 2005 insgesamt 50 gestempelte Ziegel des damaligen Oberkommandierenden der Provinz, Terentius dux, was eine ganz klare zeitliche Zuordnung dieser Baumaßnahme – zumindest an diesem Kastellort – während der Regierungszeit des Kaisers Valentinian I. (364–375) ermöglichte.

#### Innenbebauung
Die beiden Hauptstraßen im Innenbereich des Kastells, die von der im Westen gelegenen Porta praetoria kommende Via praetoria sowie die Nord- und Südtor verbindende Via principalis, waren mit großen Steinplatten gepflastert. Als 1983/1984 die südliche Hälfte der Via principalis untersucht wurde, konnte festgestellt werden, dass sie in spätrömischer Zeit eine Breite von 6 Meter besaß und an der Ostseite von einem einen Meter breiten Abzugsgraben begleitet wurde.
Principia
Im Schnittpunkt der Hauptstraßen befanden sich – wie während der Prinzipatszeit üblich – die Principia. Unter dem erst gegen Ende des 2. Jahrhunderts in Stein ausgebauten Verwaltungsbau konnten während seiner Freilegung zwischen 1973 und 1975 noch die Fundamentgräbchen der hölzernen Vorgängeranlage aus der Zeit des Antoninus Pius aufgedeckt werden. Die Innenbebauung wurde erst Jahre nach Vollendung der steinernen Umwehrung gleichfalls in Steinbauweise ausgeführt.
Quer über der Via principalis entstand erst nachträglich – wahrscheinlich unter Caracalla – vor den steinernen Principia eine große Vorhalle. Dahinter gliederten sich nördlich und südlich um einen rechteckigen, gepflasterten Peristylhof je vier Lagerräume (Armamentaria). An der Westseite wurde der Hof durch eine Basilica begrenzt, deren Ausmaße in etwa denen der Vorhalle glichen. Hier fanden sich auf dem Podium drei Statuenbasen für den Kaiser Septimius Severus (193–211), seine Frau Julia Domna (oder Geta) sowie seinen Sohn Caracalla. Hinzu kamen in der Basilica auch einige Bruchstücke von bronzenen Statuen, die auf dem Boden verstreut lagen. Bei einer Fundbergung 1969 hatten Visy und Vágó in den Principia zudem einen bronzevergoldeten Buchstaben (S) aufgelesen, der ursprünglich zu einer Ehreninschrift gehörte. Buchstaben in dieser Machart kamen an vielen Limeskastellplätzen zutage und stehen wohl mit dem Aufenthalt des Kaisers Caracalla in den Grenzprovinzen in Zusammenhang. Den rückwärtigen Abschluss der Principia bildeten fünf westlich an die Basilica angrenzende, fast gleich große rechteckige Räume. Der in der Mitte gelegene Raum war dem Fahnenheiligtum vorbehalten, links und rechts schlossen sich je zwei beheizbare Amtsstuben (Officia) an.
Im Fahnenheiligtum fand sich 1927 eine vollständig erhaltene Weiheinschrift, die während der ersten Hälfte des 3. Jahrhunderts entstand und in deren Buchstaben noch Spuren ihrer einstigen roten Bemalung hafteten:
Iudicio
sacramenti
[Leerzeile]
cultores.
Zu dieser Inschrift gibt es zahlreiche Erklärungsversuche. Möglicherweise liegt in der Leerzeile einer der Schlüssel zu ihrem endgültigen Verständnis.
Fünf mächtige Stützpfeiler stabilisierten die Baukonstruktion des Stabsgebäudes zur Retentura (Hinterlager) hin. In der Südostecke des Innenhofes befand sich eine große Zisterne, die 100 Kubikmeter fasste. Während dieser Ausbauphase umfasste das Stabsgebäude 35 × 40 Meter.
Praetorium

Grabungsfoto aus dem Jahr 1908. Ein zum spätantiken Praetorium gehörender apsidialer, nordsüdlich orientierter Raum hinter der basilikaartigen Halle wird ergraben.

Südlich der Principia wurde hinter der Via sagularis, der Lagerringsstraße, im Zuge des Steinausbaus das architektonisch aufwendige Wohnhaus des Standortkommandanten (Praetorium) errichtet. Das Zentrum dieses Komplexes bildete eine heizbare, im 4. Jahrhundert entstandene west-östlich orientierte, dreischiffige basilikaartige Halle, die im Westen in einer halbrunden Apsis mündete. Das Mittelschiff dieses Repräsentationsraumes wurde von zwei längsseitigen Säulenreihen getragen.
Mannschaftsbaracken
Insbesondere an der westlichen Abbruchkante konnten zu beiden Seiten der Via praetoria längliche Mannschaftsbaracken der Prinzipatszeit beobachtet werden, deren Kopfbauten mit den dort untergebrachten Wohnungen für die Offiziere an der Via sagularis mündeten. Die Untersuchungen zeigten, dass die Bauten im Lagerinneren während der ersten Steinbauphase am sorgfältigsten ausgeführt worden waren.
Während der Freilegung der Porta principalis dextra wurden 1975 unmittelbar westlich und östlich des Tores die bereits weiter oben kurz erwähnten Teile des sogenannten Gebäudes 10 aufgedeckt, das in die Spätantike datiert. Es entstand als langgestreckte Flucht ein Baukörper mit nebeneinander angeordneten, unterschiedlich großen rechteckigen Räumen anstelle der mittelkaiserzeitlichen Erdrampe. Vor Baubeginn musste daher zunächst dieser ältere Erdwall abgetragen werden. Der Bau lehnte sich mit seiner Rückseite direkt an die Umfassungsmauer des Kastells, seine separierten Räume konnten von der Via sagularis aus betreten werden. Die Verlängerung der östlich an die Porta principalis dextra anstoßenden Gebäudeflucht, kam 1983, rund 5 Meter von der Westmauer des südöstlichen Eckturms entfernt zum Vorschein. Die bisher lediglich entlang der südlichen Wehrmauer entdeckte Gebäudezeile stammt entweder vom Ende der Regierungszeit des Constantius II. (350/53–361) oder Valentinians I.
Werkstätten und Magazinbauten
Es wurde festgestellt, dass die ältesten örtlichen Werkstätten wahrscheinlich unter militärischem Kommando im 3. Jahrhundert entstanden. So konnte 1970 Visy die früheste Bronzewerkstatt im rückwärtigen Kastellareal (Retentura) des Kastells untersuchen. Sie bestand aus 19 kleinen Schmelzöfen, die unter freiem Himmel standen. Zum typischen Fundmaterial gehörten datierbare Münzen und Terra Sigillata. Das Abfallmaterial dieser Öfen fand sich 1983 am Ostrand des Vicus in einer großen, 6 Meter tiefen Grube. Münzen sichern die Verfüllung dieser Grube noch für das 3. Jahrhundert.
Zwischen südlicher Kastellmauer, Via praetoria und Via sagularis konnte der mehrphasige Bau 16 ausgegraben werden, der sich hinter der nicht mehr erhaltenen Praetorialfont entlangstreckte. Im südlichen Bereich bestand das Fundament aus einer Trockenmauer. Insgesamt wurden hier 20 Räume beobachtet, lediglich einer davon war halbkreisförmig angelegt. Im Herbst 1983 fand sich in Raum 9b dieses Bauwerks, Metallabfall einer Gießerei. Neben einer großen Anzahl an Schlacken sind Bronzeblechstreifen, die Fragmente des für römische Reitereinheiten typischen Schuppenpanzers (Lorica squamata), ein Eisenhelm und Bronzegefäßreste erwähnenswert. Das Material dieser Fabrica ließ sich eindeutig der Spätantike zuordnen. Zu den bronzenen Gefäßreste gehörte auch ein Fundkomplex von 14 Blechkannenteilen. Eine unter dem Fußboden des Raumes gefundene Münze von Constantin Caesar stammte aus den Jahren 334/335 und gibt einen Hinweis auf die Erbauungszeit des Gebäudes.

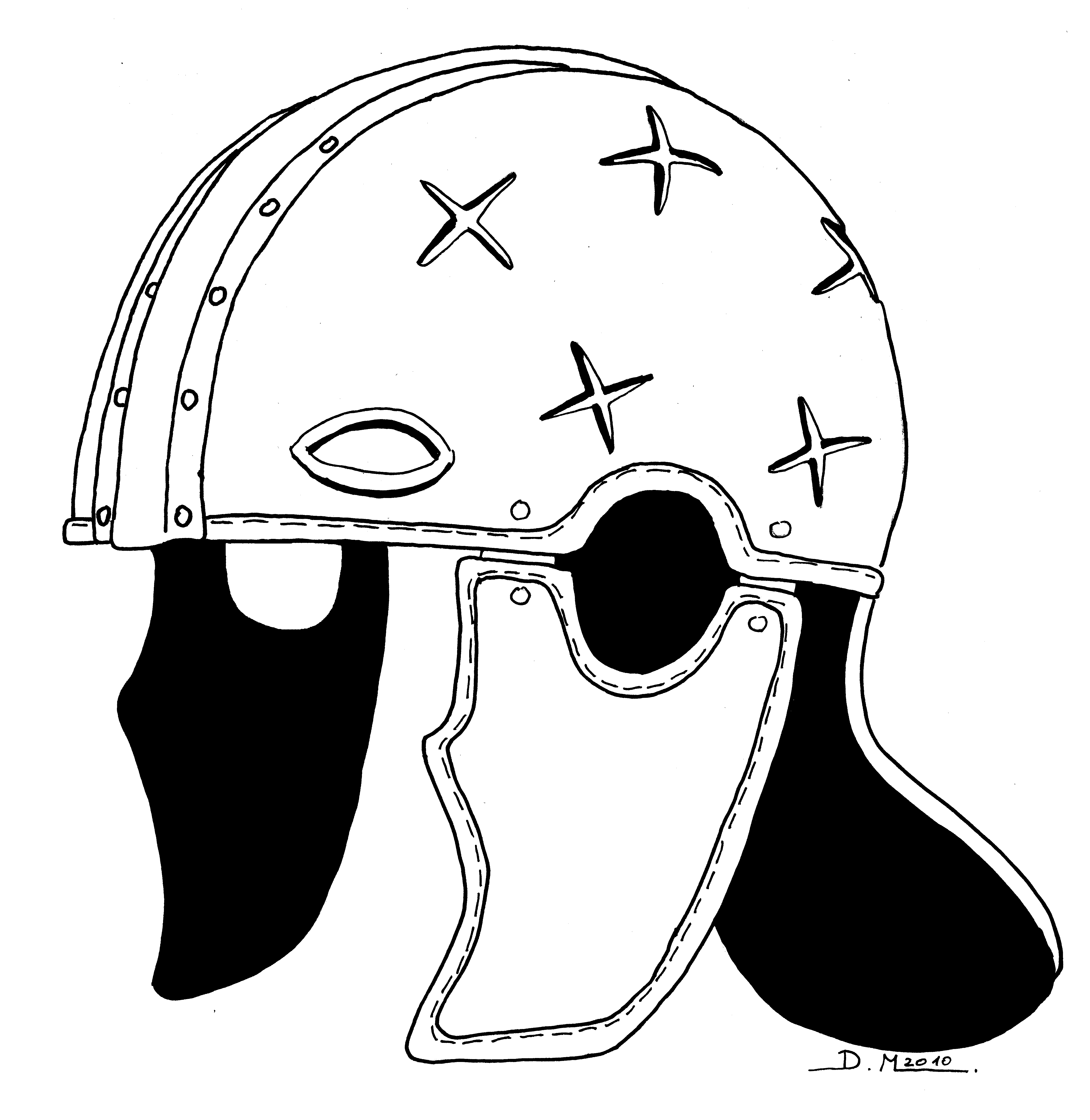
Zeichnung eines der vier rekonstruierten spätantiken Helme vom Typ Intercisa II.

Unmittelbar südlich des nordöstlichen-Eckturmes – ebenfalls am Rand der Praetorialfront – wurde das durch zwei Bauperioden unterscheidbare Gebäude 20 untersucht. Sein Trockenmauerfundament war 0,6 Meter breit, das aufgehende Mauerwerk bestand aus Lehmziegeln. In der Spätantike entstand an Stelle dieses Bauwerks das Gebäude 19. Hekler hatte dessen Nordwestecke bereits 1910 untersucht. Sein Fundament besaß eine vermörtelte Steinmauer mit einer Breite von 0,50 bis 0,60 Metern. Im Nordflügel kam ein mit Quadersteinen verschalter Brunnenschacht ans Licht, der einen Innendurchmesser von 1,80 Metern besaß. Wie Hekler feststellen konnte, war Gebäude 19 möglicherweise ein Magazin gewesen, denn während seiner Grabung fanden sich die Bruchstücke von 15 bis 20 spätrömischen Eisenhelmen, die nach ihrer Auswertung Eingang in die internationale Fachliteratur fanden. Nur an einem einzigen Stück hatten sich noch Reste des einstigen Silberblechüberzuges erhalten. Wahrscheinlich sind diese Bleche absichtlich und sorgfältig entfernt worden, bevor die verbrauchten Helme wiedereingeschmolzen werden sollten. Da der Bau jedoch durch Feuer zerstört wurde, blieben die Helme erhalten. Zumindest vier ließen sich rekonstruieren. Die Reste der anderen sind offensichtlich nach der Fundbergung verloren gegangen. Die Helme aus Intercisa. welche vom Ende des 3./Anfang des 4. Jahrhunderts stammen, dokumentieren den damals neuen, aus dem Osten stammenden Helmtypus, der die bisherigen Formen, die ihre Ursprünge teilweise noch in spätrepublikanischer Zeit hatten, ablöste.

#### Endzeit
Nach dem Tode des Kaisers Valentinian I. (364–375) sind noch einige Renovierungsarbeiten während der Regierungszeiten der Kaiser Gratian (375–383) oder Theodosius I. (379–395) im Kastell erfolgt. Dies bezeugt, dass die Bauten weiter verwendet wurden. Die letzten Spuren römischen Lebens datieren bis in das 2. oder 3. Jahrzehnt des 5. Jahrhunderts. Spätestens mit der Räumung der pannonischen Provinzen im Jahr 433 wird daher auch Intercisa aufgegeben worden sein.

### Chronologie des Kastellplatzes
| Bauphase   | Datierung                                   | Ereignis |
| ---------- | ------------------------------------------- | --- |
| Phase I    | um 90 n. Chr.                               | Ein Holz-Erde-Lager wird möglicherweise südlich des späteren Kastellplatzes auf dem Öreghegy gegründet. |
| Phase II   | um 110/120 n. Chr.                          | Nach rund 20/30 Jahren wird während der Regierungszeit der Kaiser Trajan oder Hadrian ein neues Holz-Erde-Lager mit einem Graben nördlich des bisherigen Platzes an einem Steilhang über der Donau erbaut. |
| Phase III  | 2. Hälfte des 2. Jahrhunderts n. Chr.       | Seit den Tagen des Antoninus Pius entsteht am gleichen Platz das neue Steinkastell. Das Stabsgebäude wird zunächst noch in Holzbauweise errichtet. Die Datierung der steinernen Wehrmauer ist entweder gleichfalls in dieser Zeit oder in die Jahre zwischen 178 und 182 anzusetzen. Bis zur Fertigstellung dieser Umwehrung bleibt die alte des Holz-Erde-Lagers bestehen. Auch die Türme und Tortürme sind zunächst zumindest teilweise in Holzbauweise konstruiert. Am Ende des 2. Jahrhunderts entstehen das Stabsgebäude sowie die restliche Innenbebauung in Steinbauweise neu. |
| Phase IIIa | um 210 n. Chr.                              | Unter Caracalla werden die Torbauten und Ecktürme in Stein neu errichtet. Das Stabsgebäude erhält – möglicherweise anlässlich des Kaiserbesuches von 214 – eine große Querhalle. |
| Phase IV   | Ende des 3. Jahrhunderts n. Chr.            | Das um 260 verheerte Kastell wird erst gegen Ende des 3. Jahrhunderts renoviert, dabei wird auch ein neuer Kastellgraben ausgehoben. |
| Phase V    | 4. Jahrhundert n. Chr.                      | Entlang der Wehrmauer entstehen kleine Kammern und Unterstellplätze. Die Ecktürme werden fächerförmig ausgebaut und möglicherweise erst später, während der Regierungszeit des Kaisers Valentinian I., die Porta decumana zugemauert. Ein neuer Kastellgraben entsteht. Im Lager kommt es zu Neu- und Umbauten. Das Praetorium wird mit einer dreischiffigen Basilica prachtvoll ausgebaut. |
| Phase VI   | Ende des 4. Jahrhunderts n. Chr.            | Letzte Renovierungsarbeiten während der Regierungszeiten der Kaiser Gratian oder Theodosius I. |
| Phase VII  | 2./3. Jahrzehnt des 5. Jahrhunderts n. Chr. | Das Kastell wird geräumt. |

## Truppe
2001 veröffentlichte Lőrincz die nachfolgende Aufstellung der für Intercisa nachgewiesenen Truppen während der Prinzipatszeit. Dabei sind ab dem Jahr 92 n. Chr. alle Einheiten, die in Intercisa gelegen haben, lückenlos bekannt. Die spätantiken Einheiten sind durch die Notitia Dignitatum überliefert.
| Zeitstellung                | Truppenname                                                                             | Bemerkung |
| --------------------------- | --------------------------------------------------------------------------------------- | --- |
| 70–92 n. Chr.               | Ala II Asturum                                                                          | Die 2. Reitereinheit der Asturier wurde während der Regierungszeit des Kaisers Vespasian (69–79) von Germanien nach Pannonien versetzt. Zwei Soldaten dieser Ala sind in der Folge in Intercisa begraben worden, was einen starken Anhaltspunkt für eine Anwesenheit dieser Truppe an diesem Garnisonsort gibt. |
| 92–101 n. Chr.              | Ala I Augusta Ituraeorum sagittariorum                                                  | Die ursprünglich in Palaestina ausgehobene 1. Reitereinheit der ituräischen Bogenschützen „Augusta“ hat in Intercisa Ziegelstempel hinterlassen. Diese zeugen von Bautätigkeiten der Ala im Kastellvicus. Zudem wurde der Grabstein des Sohnes eines Angehörigen der Ala I Ituraeorum hier entdeckt. |
| 101–105 n. Chr.             | Ala I Britannica civium Romanorum                                                       | Die 1. Reitereinheit der Britannier römischen Bürgerrechts wurde wahrscheinlich während der Regierungszeit des Kaisers Domitian (81–96) in Britannien aufgestellt und kam zu Beginn des 2. Jahrhunderts nach Intercisa. Die Truppe nahm am Zweiten Dakerkrieg (105/106) des Kaisers Trajan teil und erhielt in der Folge die Auszeichnung civium Romanorum. Anschließend gehörte sie zum Heer der Provinz Dakien. In Intercisa starb ein Sesquiplicarius der Alae [I] Britannica, dem seine Brüder und Erben den Grabstein setzen. |
| 105–117/119 n. Chr.         | Ala I Tungrorum Frontoniana                                                             | Während der frühclaudischen Zeit war die 500 Mann starke 1. Reitereinheit der Tungerer „Frontoniana“ im niedergermanischen Kastell IV von Asciburgium kaserniert und lässt sich noch bis 71 n. Chr. in Niedergermanien nachweisen. Anschließend kam die Ala nach Dalmatien. Von dort wurde die Einheit in das pannonische Aquincum verlegt und erbaute – wie eine Inschrift beweist – im Jahr 73 das Auxiliarkastell. Um das Jahr 80 lag die Einheit möglicherweise in Carnuntum. Lőrincz ging davon aus, dass die Tungrer noch bis 89 dort stationiert waren. Die Truppe nahm von 85 bis 92 nachweislich an den Dakerkriegen des Kaisers Domitian (81–96) teil, und wurde unter Kaiser Trajan nach Campona verlegt, um 105 nach Intercisa verschoben zu werden. Um 118/119 sind die Tungrer zeitweilig im dakischen Porolissum nachgewiesen. In Intercisa tauchte auch ein Grabstein auf, der von einem Reiter der Ala Frontoniana für dessen Sohn gesetzt wurde. Eine andere Grabinschrift berichtet von einem Soldaten der Ala prima Frontoniana. |
| um 118/119 – um 138 n. Chr. | Ala I Thracum veterana sagittaria                                                       | Die 1. Veteranen-Reitereinheit der thrakischen Bogenschützen ist noch vor dem Partherkrieg des Kaisers Trajans (114–117), möglicherweise im Jahr 106, nach Oberpannonien versetzt worden und wird während der Regierungszeit dieses Kaisers im Umfeld von Carnuntum gelegen haben. Um 118/119 bezog die Ala in Intercisa ihr Quartier, blieb dort während der Regierungszeit des Kaisers Hadrian (117–138) und kam um 138 nach Campona in Garnison. 149 stellte sie eine Vexillation für den Maurenkrieg des Kaisers Antoninus Pius (138–161). Überliefert ist in Intercisa von dieser Truppe der Name Ala I Thracum. |
| um 138–176 n. Chr.          | Ala I Civium Romanorum                                                                  | Die 1. Reitereinheit römischen Bürgerrechts wurde zu Beginn der Regierungszeit des Kaisers Vespasian nach Pannonien versetzt. Als möglicher Standort wird das im Süden gelegene Kastell Cornacum angenommen. Unter Trajan nahm die Ala an den Dakerkriegen (101/102 und 105/106) teil. Daran anschließend diente sie kurzfristig als Besatzungstruppe in Dakien. Bereits um 113/114 ist die Einheit wieder in Niederpannonien anzutreffen und lag wahrscheinlich im Kastell Rittium in Garnison. Zwischen 118/119 und 138 lässt sich ihr damaliger Garnisonsort in Niederpannonien noch nicht nachweisen, es könnte sich jedoch dabei um Burgenae gehandelt haben. 149 nahm eine Vexillation der Truppe am Feldzug des Kaisers Antoninus Pius in Mauretanien teil. Auf diesen Punkt wies auch die Archäologin Barbara Pferdehirt 2004 hin. Als Beleg führte sie den Grabstein eines Soldaten dieser Ala an, der im nordafrikanischen Tipasa zum Vorschein kam. In weiterer Folge war die Ala bis 176 in Intercisa und wurde daraufhin möglicherweise nach Őcsény-Szigetpuszta abkommandiert. Um 200 verlegte die Heeresleitung den Reiterverband nach Teutoburgium. Von der Anwesenheit der Ala in Intercisa berichtet ein stark beschädigter Grabstein ([alae] I civium Romanorum). |
| 176 – um 270 n. Chr.        | Cohors I milliaria Hemesenorum Aurelia Antoniniana sagittaria equitata civium Romanorum | Die Gründung der in Intercisa inschriftlich oft genannten Cohors I milliaria Hemesenorum Aurelia Antoniniana sagittaria equitata civium Romanorum (1. teilberittene bogenschießende Doppelkohorte der Hemesaer römischen Bürgerrechts „Aurelia Antoniniana“) ist möglicherweise mit der fast gleich lautenden Cohors I milliaria Aurelia Antoniniana Surorum sagittaria equitata (1. teilberittene Doppelkohorte der syrischen Bogenschützen „Aurelia Antoniniana“) verbunden, die im Jahr 175 n. Chr. in Syrien aufgestellt worden ist und im darauffolgenden Jahr in das Kastell Szentendre verlegt wurde. Bemerkenswert in diesem Zusammenhang ist eine Grabinschrift aus Intercisa. die dem Olumnius Valens, einem Veteranen der hier stationierten Truppe, durch seine Erben von der in Szentendre kasernierten Kohorte gesetzt wurde. Die Inschrift offenbart Beziehungen zwischen den beiden Truppenkörpern. |
| 4./5. Jahrhundert n. Chr.   | Equites sagittarii, Cuneus equitum Dalmatarum, Cuneus equitum Constantianorum           | Als spätantike Besatzungen sind die Equites sagittarii (berittene Bogenschützen), anschließend der Cuneus equitum Dalmatarum (dalmatinische Reitereinheit) sowie zuletzt der aus dem Kastell Lussonium hierher beorderte Cuneus equitum Constantianorum, Lussonio, nunc Intercisa (Reitereinheit der Constantiani, Lussonium, jetzt Intercisa) bekannt. Visy vermutete, dass die Equites sagittarii aus der Cohors I milliaria Hemesenorum sagittaria equitata civium Romanorum neu formiert worden sind. |

## Kastellbad
Bereits während der Grabungen zwischen 1908 und 1909 ergrub Mahler südlich des Stabsgebäudes im Kastellinneren angebliche Reste eines umfangreichen Bades. Jahrzehnte später setzte Vágó an derselben Stelle den Spaten an. Obwohl auch sie nicht den gesamten Bau aufdeckte, konnten die Grabungsergebnisse in der Folge als das bereits weiter oben beschriebene Praetorium ermittelt werden.
Tatsächliche Baureste einer Badeanlage innerhalb der Fortifikation lieferten die Untersuchungen während der Grabungskampagne 1973. Sie fanden sich östlich der Via principalis im Bereich der Praetentura (Vorderlager). Das Bad wurde allerdings nur teilweise aufgedeckt, da es unter spätrömischen Schichten lag. Es zeigte sich, dass es im 2. und 3. Viertel des 2. Jahrhunderts genutzt wurde, um nach den Markomannenkriegen eine Umnutzung als Wohngebäude zu erfahren.
1992 sollten Bauarbeiten an der Ecke Kálváriastraße/Öreghegyistraße, die unmittelbar vor der Porta principalis sinistra mündet, beginnen. Daher wurden im Vorfeld rund 50 Meter vor dem Tor Sondierungen von Archäologen unter der Leitung von Zsuzsánna Pongrácz vorgenommen, die dabei schnell auf ein guterhaltenes römisches Ruinenfeld stießen, das sich als Badeanlage darstellte. Das Militärbad (Balineum) war inklusive der Böden, des umfangreichen Hypokaustsystems und der wasserführenden Kanäle weitgehend aus hartgebrannten Ziegeln errichtet worden. Die dabei zu Tage gekommenen Ziegelstempel stammten vom Exercitus Pannoniae Inferioris (Niederpannonischen Heer). Neben den teilweise erhaltenen Badeeinrichtungen, darunter eine Wanne mit Terrazzoverkleidung, fanden sich Keramik-, Metall-, Fensterglas- und Tierknochenreste, wobei unter anderem Fragmente von Terra-Sigillata-Gefäßen, ein goldener Anhänger sowie ein kleiner bronzener Schüssel besonders bemerkenswert waren. Da das aufgehende Mauerwerk vollständig dem Steinraub zum Opfer gefallen war, konnten nur noch spärliche abgeplatzte Reste einer Wandbemalung beobachtet werden, die aus geometrischen Ornamenten und Pflanzen bestand.
Kaum einen Monat nach Grabungsbeginn wollte der Bauherr den Grund für sein Bauvorhaben zurückbekommen. Auf Wunsch des Intercisa-Museums wurde daraufhin sehr kurzfristig ein Ausschuss der Ungarischen Akademie der Wissenschaften nach Dunaújváros entsandt, der die Hochrangigkeit des Fundes und seine Erhaltungswürdigkeit feststellte. In Zusammenarbeit mit der Stadtverwaltung konnte daraufhin das Gelände dem Eigentümer abgekauft werden.
Es zeigte sich, dass der südliche Teil des Bades bereits durch moderne Bauten ohne vorherige Befundung zerstört worden war. Auch im Norden und Westen war die Ausdehnung nicht mehr sicher feststellbar. So konnte nur im Osten die Abschlussmauer des Gebäudes bestimmt werden. Es wird heute angenommen, dass die jetzige Öreghegyi-Straße das Gebiet des einstigen Bades durchschneidet, da an der Westseite der Straße gegenüber dem Bad eine teilweise schlecht dokumentierte frühe Ausgrabung stattgefunden hat, bei der sich dieselben militärischen Ziegelstempel wie 1992 in großer Zahl fanden. Ein gleichfalls von dieser Grabung erhaltener Plan lässt jedoch Fragen nach der tatsächlichen Ausdehnung dieses Bauwerks offen.
Betreten wurde die als Reihenbad geplante Anlage, die heute unter einem Schutzbau liegt, wahrscheinlich von Osten. Dort mündete sie an der zum Nordtor des Kastells aufsteigenden Limesstraße.

## Bauinschrift
Mráv gelang es, den Text zweier an unterschiedlichen Stellen entdeckten Inschriftenfragmente neu zu interpretieren und seine Ergebnisse 2009 zu veröffentlichen. Die beiden Reste waren bis zu diesem Zeitpunkt jeweils nur solitär betrachtet worden. Die Herkunft eines Stückes lag in dem spätrömischen Grab 166 im sogenannten „südlichen Friedhof“ von Intercisa und war dort sekundär verbaut worden. Das heute stark beschädigte, mehrfach zerbrochene Stück war nach seiner Auffindung durch Hekler im Jahre 1912 noch als ein Block in relativ gutem Zustand in das Ungarische Nationalmuseum gelangt und damals auch photographiert worden. Das zweite Bruchstück war bereits 1909 auf dem „südlichen Friedhof“ entdeckt worden und war dort höchstwahrscheinlich ebenfalls als Spolie zum Einsatz gekommen. Mráv schloss aus, dass beide Fragmente zu einer einzigen Inschrift gehört haben, da es inschriftliche Überschneidungen des Inhalts gab. Doch ließ sich feststellen, dass beide Inschriften fast identische Textinhalte besessen haben, sich gegenseitig ergänzten und aus der gleichen Zeit stammten. Mráv zufolge könnten beide Texte als Reste von zwei einst rund 4,50 beziehungsweise fünf Meter langen monumentalen Bauinschriften interpretiert werden, wie sie an den Kastelltoren gefunden werden. Der Text der 1912 geborgenen Inschrift lautet mit den Ergänzungen des 1909 entdeckten Textes:
[Imp(erator) Caes(ar) M(arcus) Aur(elius) [[Commodus]] Antoninus A]ug(ustus) Pius Sarm(aticus) Germ(anicus) [max(imus)]

[Brit(annicus) pont(ifex) max(imus) trib(unicia) pot(estate) X imp(erator) VII co(n)s(ul) IIII]

p(ater) p(atriae) coh(orti)] I Aur(eliae) Antonin(ian)a(e) |(miliariae) H[em(esenorum)]

[fecit curam agente [[L(ucio) Cornelio Felice Plo]tiano leg(ato) pr(o) [pr(aetore)]]]
Übersetzung: „Der Imperator Caesar Marcus Aurelius Commodus Antoninus Augustus Pius, Sarmatensieger, größter Germanensieger, Britanniersieger, Oberpriester, zum zehnten Mal Inhaber der tribunizischen Gewalt, zum siebten Mal Imperator, zum vierten Mal Konsul, Vater des Vaterlandes, hat durch die Cohors I Aurelia Antonina milliaria Hemesenorum (sagittaria equitata) [dies] errichtet unter der Pflegschaft des Lucius Cornelius Felix Plotianus, Statthalter.“
Die Entstehung der Inschriften liegt während der Regierungszeit des Kaisers Commodus (180–192). Der Name des eradierten Statthalters lautete L(ucius) Cornelius Felix Plotianus, dessen heute bekannten Dauer seiner Statthalterschaft in Pannonien zwischen 183 und 185 n. Chr. datiert. In Zusammenhang mit den Ehrennamen des Kaisers – noch fehlt das nach dem Sturz des Prätorianerpräfekten Tigidius Perennis hinzugekommene „Felix“ – lassen sich beide Bauinschriften frühesten auf das Ende des Jahres 184 n. Chr. datieren, als Commodus spätestens den Beinamen „Britannicus“ angenommen hatte. Aus bauseitigen Gründen erscheint Mráv aber eher eine Entstehung nicht vor dem Frühjahr 185 als sinnvoll. Die beiden Inschriften aus Intercisa stammen somit aus dem letzten Amtsjahr des L(ucius) Cornelius Felix Plotianus und entstanden, noch bevor Perennis der Vorwurf gemacht wurde, er hätte eine Verschwörung gegen den Kaiser geplant. Der in diese Angelegenheit mit involvierte Plotianus wurde mit Perennis hingerichtet. So wurde der Name des Statthalters nur wenige Monate nach der Errichtung der Inschriften eradiert.
In einem bereits früher untersuchten spätrömischen Grab der großen Nekropole südlich des Kastells wurde 2003 das stark fragmentierte Bruchstück einer sekundär verwendeten Inschrift aus Kalkstein entdeckt. Die Archäologen und Epigraphiker Péter Kovács und Barnabás Lőrincz (1951–2012) verorteten den von ihnen als Bauinschrift angesprochenen Stein nach ihrer Rekonstruktion des Textes in die Jahre 216/217 n. Chr., während der Regierungszeit Caracallas und stellten als angegebene Einheit ebenfalls die Cohors I Aurelia Antonina milliaria Hemesenorum sagittaria equitata fest. Zu welchem Militärbau diese Inschrift gehört haben mag, hielten sie für nicht mehr feststellbar.
[---] ANONIN[---]

[---]X IMP III CO[---]

[---]L ANTONINIA[---]
Transkription durch Kovács und Lőrincz:
[Imp(eratori) Caes(ari) M(arco) Aur(elio)? Severo?] An(t)onin[o P(io) F(elici) Aug(usto)]

[pont(ifici) max(imo) trib(unicia) pot(estate) XI?]X imp(eratori) III co(n)[s(uli) IIII p(atri) p(atriae)]

[coh(ors) I |(milliaria) Hemesenorum Aure]l(ia) Antoninia[na sag(ittaria) eq(uitata) c(ivium) R(omanorum)]
Mráv nahm auch bei diesem Stein eine Autopsie vor und konnte ihn ohne Schwierigkeiten in die von ihm 2009 veröffentlichte Rekonstruktion der oben genannten Inschriften einbauen. Er stellte fest, dass der von Caracalla verliehene Ehrentitel Antoniniana, der auf der Inschrift lesbar war, nachträglich über einem eradierten Text eingeschlagen worden war. Daher musste die Inschrift älter sein. Sie passte von ihrer Größe, dem verwendeten Material und den paläographischen Merkmale perfekt zu den von ihm bereits besprochenen Bruchstücken. Die eradierten Buchstaben bezog sich damit offensichtlich auf den wahrscheinlich noch 185 n. Chr. hingerichteten Lucius Cornelius Felix Plotianus der gleichzeitig unter die Strafe der abolitio nominis fiel. Mráv konnte sich nun vorstellen, dass das neue Bruchstück entweder zu einem der von ihm bearbeiteten Inschriftensteine oder zu einem dritten gleichlautenden Text gehören könnte, der möglicherweise ebenfalls an einem der Torhäuser angebracht war.

## Vicus und Handwerkerviertel

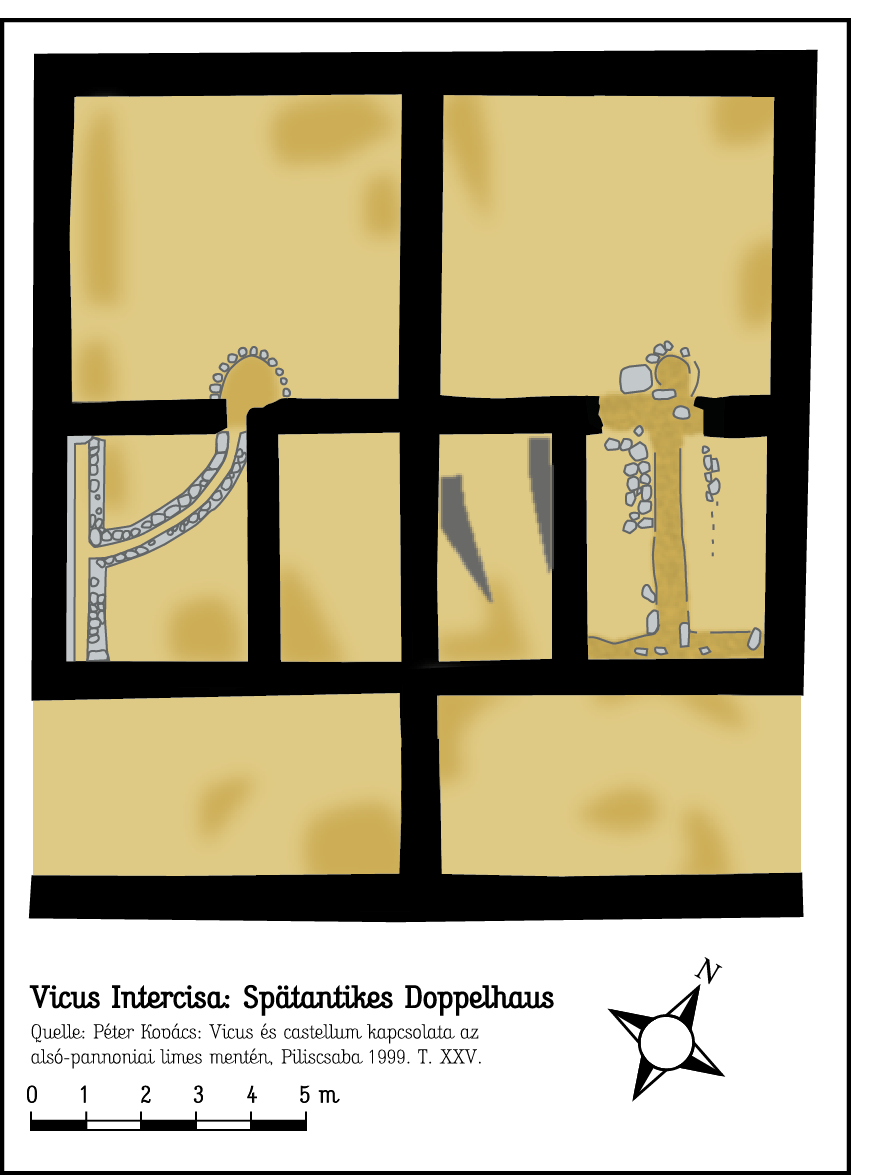
Spätantikes, gewerblich genutztes Doppelhaus mit zwei Kanalheizungen im Vicus

Hauptsächlich westlich und südlich des Kastells erstreckte sich das zu fast jeder festen Garnison gehörende zivile Lagerdorf, das bereits in den 1980er Jahren weitgehend durch sozialistische Vorzeigebauten zerstört worden war. Durch das Dorf führte während der Antike die aus dem nördlich gelegenen Aquincum (Budapest) kommende Limesstraße Richtung Süden. Die Straße besaß als wichtiger Heer- und Handelsweg überregionale Bedeutung. Insgesamt konnten durch die relativ gute Gesamtsituation während des Ausbaus der Stadt Dunaújváros wichtige Hinweise auf das antike Leben an diesem Grenzabschnitt gewonnen werden. Die Bewohner des Vicus haben es teilweise zu großem Wohlstand gebracht. So konnte während einer von Visy zwischen 1973 und 1974 vorgenommenen Notgrabung am Südrand des Vicus und östlich der Limesstraße ein prunkvoll ausgestattetes Haus mit einer säulengetragenen Querhalle in großen Teilen ergraben werden. Dort fanden sich auch die Überreste eines vierrädrigen Reisewagens. Ein südwestlich des Kastells mitten im Siedlungsbereich ergrabenes Doppelhaus mit je zwei separaten Kanalheizungen, die jeweils einen Raum beheizten, wurde konserviert. Gebräuchlich wurde die Kanalheizung erst in der Spätantike, was Hinweise auf die Zeitstellung des Gebäudes gibt. Die beiden aneinandergebauten Häuser besitzen denselben Grundriss. Vielleicht wurde das von Gewerbetreibenden genutzte Gebäude von einer staatlichen oder militärischen Institution geplant. Beide Hauseinheiten waren insgesamt 7 Meter breit und 15,5 Meter lang.
Wie eine Weiheschrift verrät, muss es zur Zeit des Kaisers Severus Alexander in Intercisa eine Synagoge gegeben haben.
Möglicherweise wurde die Siedlung bereits im Vorfeld geschützt, da sich im Verlauf der weiterführenden Limesstraße beiderseits mehrere Fallgruben nachweisen ließen. Vielleicht standen diese aber auch mit einem kriegerischen Einzelereignis in Verbindung. 1922 stieß Oroszlán zwischen Donau und Limesstraße auf die Apsis einer größeren römischen Villa. Von diesem Bau war nur mehr ein 5,60 Meter langer und 0,60 Meter hoher, qualitätvoll ausgeführter Mauerabschnitt erhalten geblieben. Von der Straße aus war der Besitz über eine 1,5 Meter breite gepflasterte Zufahrt erschlossen. Über Bleirohre war die Wasserversorgung zu einer entfernter liegenden Quelle gesichert. Dokumentiert blieb auch ein Teil der hochwertigen antiken Ausstattung des Anwesens, da die Ausgräber aus dem Gebäudeschutt noch eine große Menge an Wand- und Stuckresten bergen konnten. Ein rekonstruierbares Stuckfries zeigte Felder mit Sirenen, Hunden sowie pflanzlichen Zierrat.
An der Ausfallstraße nördlich es Kastells wurde eine Töpferei aufgedeckt. Eine weitere befand sich unmittelbar nördlich des Doppelhauses. Zusätzlich konnte ein besonders großer Töpferofen im südwestlichen Randbereich der Siedlung – in der Fluchtlinie von Kastell und Doppelhaus – erschlossen werden. 1973 untersuchten die Archäologen rund 30 Meter von der südwestlichen Ecke des Kastells entfernt eine sehr lange in Betrieb gewesene Glashütte. Es kamen fünf Öfen und rund 200 Kilogramm schlackiges Glas zu Tage. Die Produktion endete etwa um 260 n. Chr. Aufgrund der Nähe zum Kastell mag es eine Verbindung des Betriebes zu der Garnison gegeben haben.
Die Archäologen konnten im Zuge ihrer jahrzehntelangen umfangreichen Untersuchungen auch im weiteren Einzugsbereich des Vicus Zivilbauten und Gräber feststellen. Neben den zentralen Zivilsiedlungen an den Kastellen und den umliegenden Gutshöfen (Villae Rusticae), entwickelten sich auch kleinere Dörfer. So stifteten die Bewohner des vicus Caramantesium et villa in Intercisa einen Weihealtar. Wo genau sich der Vicus Caramantesium befunden hat, ist bisher unbekannt. Er wird jedoch im Umfeld von Intercisa. vermutet.
Die Bedeutung des Zivilortes lässt sich auch durch die hier vorhandene Straßenkreuzung erklären. Von Intercisa aus bestand – wie auch am südlichen Kastell Lugio/Florentia – eine Trasse durch das Barbaricum nach Dakien. Über das Vorhandensein eines spätantiken Ländeburgus, der einen sicheren Übergang über die Donau garantieren sollte, wurde bereits spekuliert. Dabei stand ein Platz am Ostufer der heute noch vor dem Kastell existierenden, länglichen Donauinsel zur Diskussion, den im Mittelalter ein Kloster einnahm. Der Punkt wurde jedoch in den nachfolgenden Jahrhunderten von der Donau überspült.

## Gräberfelder

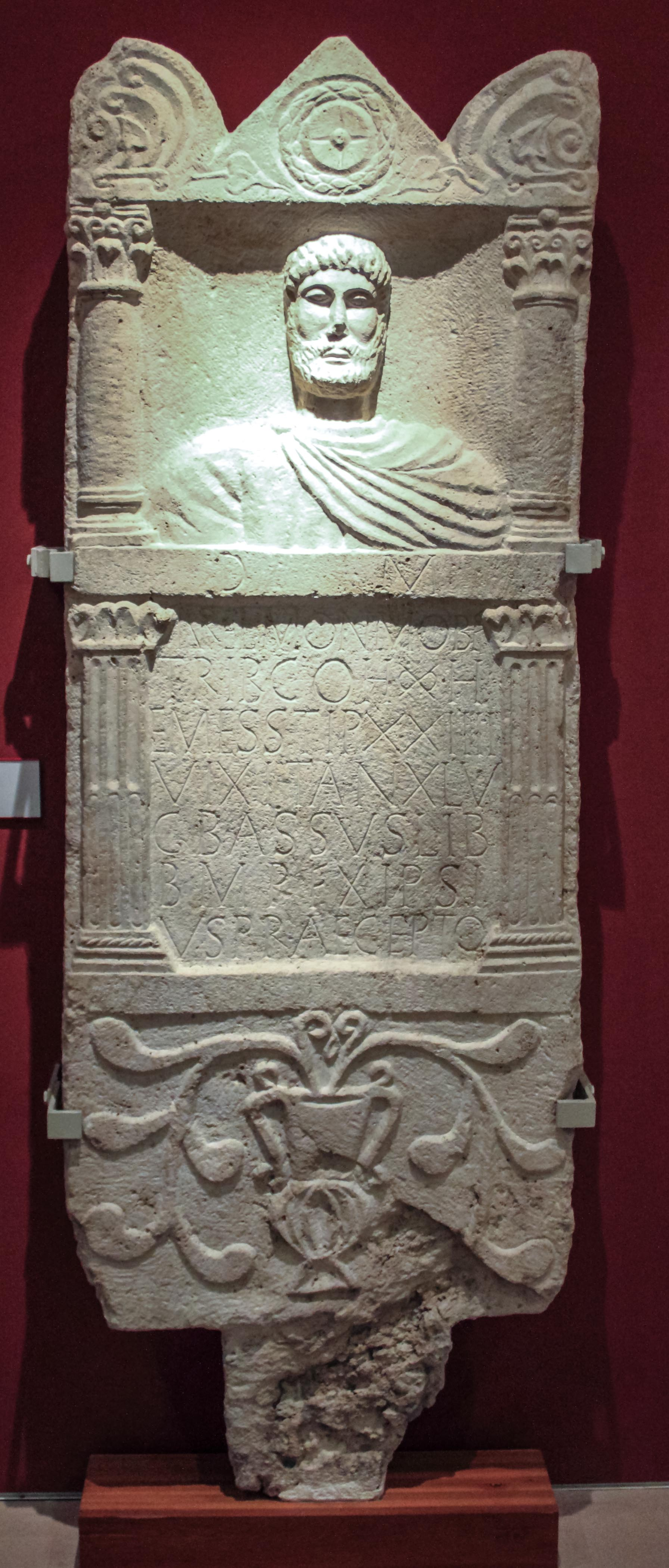
Grabstein des durch mehrere Inschriften bekannten Soldaten Aurelius Monimus, erstes Drittel des 3. Jahrhunderts

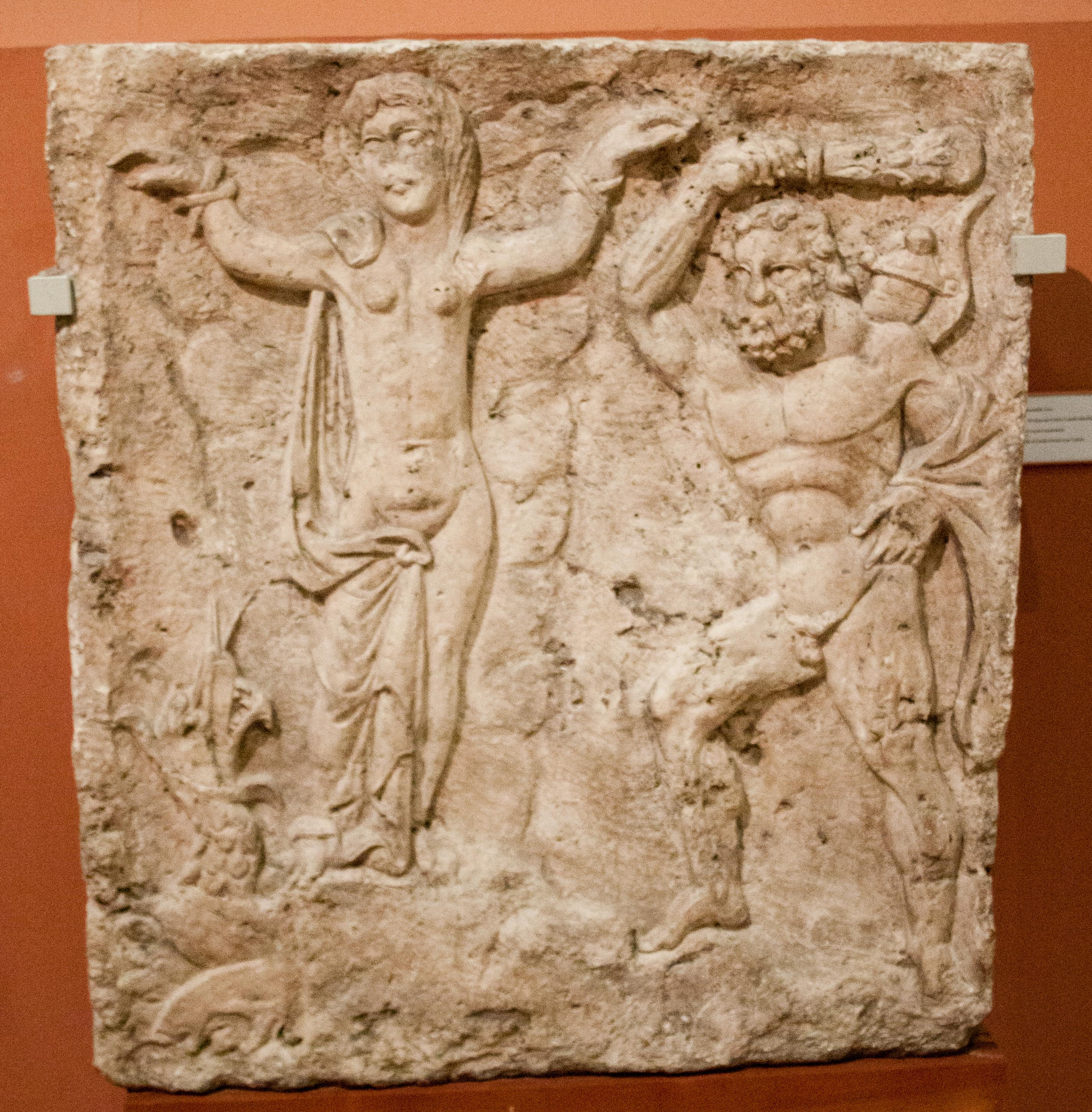
Ein zu einem Grabbau gehörendes Kalksteinrelief mit einer Darstellung des Herakles und der Hesione. Das Stück stammt entweder aus Intercisa oder dem nördlich gelegenen Vetus Salina.

Bis in die 1980er Jahre hatten die Archäologen bereits über 3000 Körper- und Brandbestattungen aus mehreren Gräberfeldern untersucht. Die riesige Menge des wissenschaftlich vielfach außergewöhnlichen Fundguts sowie die große Zahl an erhaltenen inschriftlichen Steindenkmälern wird noch Generationen von Forschern Arbeitsmaterial liefern. Teilweise ließen sich über die Inschriften auch Lebensläufe von Soldaten rekonstruieren. So tritt ein höchstwahrscheinlich aus Syrien stammender Soldat der Cohors I Aurelia Antonina milliaria Hemesenorum sagittaria equitata, Aurelius Monimus, als Dedikant einer Grabinschrift zunächst als einfacher Eques (Reiter) seiner Truppe auf. Eine andere Inschrift nennt ihn in der Folge als Strator (Stallmeister). Wie sein eigener Grabstein preisgibt, starb er im Rang eines Beneficiarius tribuni cohortis – dem Höhepunkt und Abschluss eines Benefiziariers bei den Hilfstruppen.
Westlich und südöstlich des Kastells fanden sich spätrömische Gräberfelder. Ein kleines Apsisgebäude aus dem 4. Jahrhundert, das westlich des südwestlichen Eckturmes in der Nähe des Westfriedhofs zu Tage kam, wurde als Kirche (Martyrion) interpretiert. Der heute als Kulturdenkmal geschützte Bau wurde nach einer Teilrekonstruktion und Konservierung der Öffentlichkeit übergeben.
Die Untersuchungen in den Gräberfeldern ergaben eine kontinuierlich multiethnisch zusammensetzte Bevölkerung in Intercisa. Es zeigte sich darüber hinaus im südöstlichen spätrömischen Gräberfeld, dass keine süd- und binnenpannonische Zuwanderung der Grundbevölkerung stattgefunden hatte und der lokale Einfluss in dieser Hinsicht weiterhin von der ursprünglichen nordostpannonischen Bevölkerung dominiert wurde. Ein nicht unbedeutender Teil der Bevölkerung, darunter auch Juden, bestand jedoch – wie im 2. und 3. Jahrhundert – insbesondere aus vom orientalischen Kulturkreis geprägten Einwohnern, die wohl mit den hier zeitweilig stationierten Soldaten der in Syrien ausgehobenen Cohors I Aurelia Antonina milliaria Hemesenorum sagittaria equitata nach Intercisa kamen. Der Zuzug der von dort stammenden Zivilbevölkerung geschah in mehreren Wellen. Den Inschriften und Namen auf den Steindenkmälern nach scheinen Orientalen in der ersten Hälfte des 3. Jahrhunderts die Mehrzahl der Bevölkerung in Intercisa gestellt zu haben.

## Nachrömische Entwicklung
Nach der Räumung der pannonischen Provinzen verfiel das Kastell. Während der 2. Hälfte des 5. Jahrhunderts ließen sich zunächst germanische Siedler in den teilweise schon verfallenen Bauten nieder und richteten dort ihre Behausungen ein.

## Weitere militärgeschichtlich wichtige Funde
Zu den antiken Hinterlassenschaften aus Intercisa gehören vielfältige bemerkenswerte Funde – darunter die von dem Kunsthistoriker Géza Supka (1883–1956) veröffentlichten Kästchenbeschläge mit frühchristlichen Motiven – sowie Glas, Keramik und Metallgegenstände. Auf den Internetseiten des Intercisa-Museums werden einige wichtige Fundgattungen (z. B. Öllämpchen) und Einzelstücke aus Kastell, Vicus und den Gräberfeldern vorgestellt. In diesem Abschnitt des Artikels wird speziell auf die militärisch bedeutenden Funde eingegangen.

### Tonmodell eines Stadt- oder Kastelltores
Ein wichtiger Fund, der auch internationales Aufsehen erregte, war das noch 31 Zentimeter hohe Modell eines Tores aus gebranntem Ton, das einige architektonische Details zeigt, die bisher archäologisch nie nachgewiesen werden konnten. Das in vielen Details erhaltene Stück kam 1907 bei Ausgrabungen von József Hampel zutage und wurde im 2. oder 3. Jahrhundert geschaffen. Der Torbau besitzt einen dreigeteilten Durchgang, der von zwei heute noch zwei Stockwerke hohen Tortürmen flankiert wird. Mindestens ein Stockwerk mit den Dächern fehlt ihnen. Die Türme sind zur Schaufront hin eckig gestaltet und an ihrer Rückseite halbrund ausgeführt. Sie besitzen Rundbogenfenster. Erhalten geblieben ist auch der die beiden Türme über die Zufahrten hinweg verbindende Laufgang. Auch er ist zweigeschossig. Die Stockwerke des gesamten Torbaus werden durch zwei längs laufende Gesimse gegliedert. Über den halbrunden Torbögen im Erdgeschoss befindet sich auf der Schauseite ein die ganze Breite zwischen den Türmen einnehmender Rautenfries. Über dem ersten Gesims im ersten Stock befindet sich auf einer Tabula ansata die kursiv eingeritzte Inschrift (h)ILARVS FEC(it) PORTA(m) FEL(iciter). Das zweite Stockwerk über dem zweiten Gesims wird durch vier bogenförmige Öffnungen gegliedert, deren eckige Ständer einen angedeuteten kapitellartigen Abschluss besitzen. Im Gegensatz zu den Turmdächern ist das rittlings über dem Laufgang liegende Satteldach erhalten geblieben. Es besitzt an der Schauseite drei Schleppgauben. Das Modell wurde mit einem Torbau in Aquincum in Verbindung gebracht. Es könnte jedoch auch – teilweise sehr frei – einem der Lagertore von Intercisa nachgebildet sein.

### Meilensteine
Aus Intercisa stammen mehrere Meilensteine. Einer ist nur fragmentarisch erhalten geblieben und gibt als Entfernung zur Provinzhauptstadt Aquincum 45 römische Meilen an. Ein zweiter, vollständig erhaltener, wurde während der Regierungsjahre des Kaisers Macrinus (217–218) bei Intercisa aufgestellt. Er gibt 47 römische Meilen von Aquincum aus an und wurde in sekundärer Verwendung im Dorf Szalkszentmárton entdeckt. Hier wird auch der damalige Statthalter von Niederpannonien, Aelius Decius Triccianus, genannt. Ein anderer Meilenstein des Macrinus war bereits stark zerstört. Bei einem Stein des Maximinus Thrax (235–238) hat sich die Meilenangabe nicht erhalten. Drei weitere dieses Kaisers nennen 50 Meilen. Auch Philippus Arabs (244–249) hinterließ einen Stein, dessen Meilenangabe jedoch bereits fehlte.

### Inschrift zum Bau von Burgi
Für die Geschichte des pannonischen Limes ist eine in die Jahre 180 bis 183 n. Chr. zu datierende Bauinschrift von Bedeutung, die verschleppt in einem örtlichen Weingarten gefunden wurde. Ein identisch lautendes Exemplar fand sich auch im Limeskastell Matrica (siehe auch: Römische Steindenkmäler aus Százhalombatta-Dunafüred) auf dem Areal der Garnison. Es ist daher anzunehmen, dass sich auch die Inschrift aus Intercisa einst im Kastell befand. Die beiden Dokumente zeugen von einem größeren Bauprogramm unter Kaiser Commodus (180–192) zur Sicherung der Grenzen nach den Markomannenkriegen. Die Gegner in diesem Grenzgebiet, in diesem Fall die für Rom schwer einschätzbaren Sarmaten, werden als Räuber bezeichnet. Eine genauere zeitliche Festlegung der Inschrift ist nicht möglich, da der oder die Steinmetze an beiden bekannten Inschriften den gleichen Datierungsfehler wiederholt haben. Die Angaben tribunicia potestate VI/ imperator IIII (180 n. Chr.) und consul IIII (183 n. Chr.) passen nicht zusammen. Wie weiter oben bereits dargestellt, kann die Amtszeit des Lucius Cornelius Felix Plotianus zwischen 183 und 185 n. Chr. verortet werden.
Imp(erator) Caes(ar) M(arcus) Aur(elius) [[C[ommod]us]]

Antoninus Aug(ustus) Pius Sarm(aticus) Germ(anicus) Brit{t}(annicus)

pont(ifex) max(imus) trib(unicia) pot(estate) VI imp(erator) IIII co(n)s(ul) IIII p(ater) p(atriae)

ripam omnem burgis a solo ex-

tructis item praesidis per loca

opportuna ad clandestinos latrun-

culorum transitus oppositis mu-

nivit per L(ucium) [[Cornelium Felicem]]

[[Plotianum leg(atum) pr(o) pr(aetore)]]
Übersetzung: Der Imperator Caesar Marcus Aurelius Commodus Antoninus Augustus Pius, Sarmatensieger, Germanensieger, Britanniersieger, Oberpriester, zum sechsten Mal Inhaber der tribunizischen Gewalt, zum vierten Mal Imperator, zum vierten Mal Konsul, Vater des Vaterlandes, hat am Flussufer alle Burgi von sich aus, anschließend die Kastelle an den gegenüberliegenden Standorten befestigt, um dem Übergang herumstreunender Räuber zuvorzukommen, durch Lucius Cornelius Felix Plotianus, Statthalter.

## Fundverbleib
Das Fundmaterial, das im 19. Jahrhundert durch Ankäufe und später durch die Grabungen gewonnen wurde, ist heute auf mehrere Museen im Land verteilt. Ein Großteil befindet sich im Ungarischen Nationalmuseum in Budapest und im Intercisa-Museum von Dunaújváros. Wichtige Fundkomplexe sind außerdem im István-Király-Museum in Stuhlweißenburg sowie in Wien, Berlin und Mainz (siehe Spätrömische Nuppengläser) zu besichtigen, die gleichfalls im 19. Jahrhundert Ankäufe tätigten. Ein Meilenstein befindet sich im Lapidarium des Balaton-Museums in Keszthely. Außerdem besitzen viele weitere archäologische Sammlungen in Europa seit dieser Zeit einzelne Stücke aus Intercisa und eine nicht nennbare Menge wird im Privat- und Kunsthandel verschwunden sein.

## Limesverlauf zwischen dem Kastell Intercisa bis zum Kastell Annamatia
| Strecke | Name/Ort                                                                | Beschreibung/Zustand |
| ------- | ----------------------------------------------------------------------- | --- |
| 6       | Dunaújváros (Burgus Intercisa 1)                                        | Nahe einer Tankstelle in Dunaújváros könnte ein Wachturm gestanden haben. Der Fund eines römischen Meilensteins, Baureste sowie Angaben in antiken Quellen stützen diese Überlegung. |
| 6       | Dunaújváros (Burgus Intercisa 8)                                        | Nördlich des Béke-Platzes in Dunaújváros befand sich ein Wachturm, der einen rautenförmigen Graben besaß. Ein entsprechendes historisches Luftbild wurde von den Archäologen Lóránd Radnai (1940) und Zsolt Visy (1978, 1980) veröffentlicht. Der heute überbaute Turm stand in einem V-förmigen Winkel, der zwischen der heutigen (Szórád Márton út) und der nicht mehr erhaltenen antiken Straße liegt. Datiert werden kann diese Anlage wahrscheinlich in die Zeit der Tetrarchie, wie dies beim ähnlich angelegten Burgus Intercisa 10 der Fall war. |
| 6       | Dunaújváros, Béke ter (Burgus Intercisa 2)                              | Während der Überprüfung eines Luftbildes nach möglichen archäologischen Befunden wurde von Radnai nur wenig südlich von Burgus Intercisa 8 ein weiterer, jüngerer Wachturm entdeckt. Es zeigte sich, dass er einer der Türme war, dessen Reste schon von Marsigli zeichnerisch veröffentlicht worden waren. In den Jahren 1973 und 1974 wurde der am Béke-Platz gelegene Turm während einer Notgrabung des Intercisa-Museums partiell untersucht. Eine umfassende Untersuchung blieb unmöglich, da der größte Teil des Turmes überbaut war. Aus den wenigen Schnitten, welche das Grabenwerk erfassten, ließen sich keine datierbaren Funde bergen. Festzuhalten ist, dass die Anlage in Steinbauweise errichtet wurde und von zwei hintereinandergesetzten, rechteckigen Gräben gesichert war. Der äußere Graben umfasste 51 × 51 Meter und war zwischen 1,80 und 1,90 Meter breit. Seine erhaltene Tiefe variierte zwischen 1,50 und zwei Meter. An der Westseite gab es eine Grabenunterbrechung. Hier bestand ein Übergang zum Zentrum der Anlage. Der innere Graben umfasste 25 × 25 Meter war 1,20 bis 2,90 Meter breit und noch 1,40 bis 1,83 Meter tief. Basierend auf den Ausgrabungen am Burgus Intercisa 6 datierte Zsolt Visy den Turm auf die Regierungszeit Valentinians I., andere wissenschaftliche Meinungen lassen eine zeitliche Zuordnung offen. |
| 6       | Dunaújváros, Donau-Stahlwerke (Burgus Intercisa 3)                      | Auch dieser im Luftbild gesicherte Turm wurde bereits von Marsigli kartiert. Er liegt im Bereich der zu Beginn der 1950er Jahre errichteten Donau-Stahlwerke in Dunaújváros und stammt wohl ebenfalls aus valentinianischer Zeit. Als Annäherungshindernis besaß er zwei hintereinandergesetzte, rechteckige Gräben. |
| 6       | Dunaújváros, Donau-Stahlwerke (Burgus Intercisa 15)                     | Im Gegensatz zu vielen anderen Wachtürmen entlang dieser Strecke wurde Burgus Intercisa 15 erst in jüngerer Zeit bekannt. Visy veröffentlichte 1989 eine neue Karte der Strecke sowie ein historisches Luftbild aus dem Jahr 1940, das die Lage des nicht ergrabenen Turms zeigte. Die Straßenstation lag 1100 Meter südlich von Burgus Intercisa 3 und 64 Meter östlich der Limesstraße. Bis in die 1950er Jahre deckte sich der Verlauf der Landstraße 6 mit der antiken Straßentrasse, dann durchtrennten die Stahlwerke nördlich des Turms das historische Wegenetz. Dem Luftbild ist zu entnehmen, dass Intercisa 15 – wohl ein Holzturm – im Winkel eines Zusammenflusses zweier Bäche stand. Ein leicht rautenförmiger Doppelgraben umgab die Station. Die Achse des inneren Grabens ist rund 28 Meter lang, die des äußeren Grabens rund 45 Meter. Die dunkle Verfärbung im Mittelpunkt der Anlage deutet die eigentliche Turmstelle an. Sie besitzt einen Durchmesser von rund 10 Metern. Die Gestaltung dieser Station deutet auf eine Entstehung während der valentinianischen Regierungszeit hin. Intercisa 15 ist kaum noch archäologisch zu erforschen. Der Bereich liegt in einem Sektor, den das Stahlwerk seit einer Süderweiterung in den 1980er Jahren überdeckt. Zwar wurde der Turm damals nicht überbaut, doch liegen seither Kohlenhalden und eine Straße über seinen Strukturen. Lediglich der südwestliche Abschnitt der Gräben befindet sich noch in offenem Gelände. |
| 6       | Dunaújváros, Farkastanya (Burgus Intercisa 9)                           | Im Luftbild zeigt sich westlich der alten Landstraße 6 ein rautenförmiger Graben, der eine Fläche von rund 45 × 45 Metern umfasst. Die Struktur liegt an der Straße, wie sie zur Zeit der Tetrarchie verlief. Sie gehört jedoch nicht zu der verlagerten Trasse des 4. Jahrhunderts. Daher scheint es wahrscheinlich, dass dieser Turm in die Zeit gegen Ende des 3. und zu Beginn des 4. Jahrhunderts datiert. |
| 6       | Dunaújváros, Kreuzung Papírgyári út – Landstraße 6 (Burgus Intercisa 4) | An der Kreuzung Papírgyári út und der modernen, verlegten Landstraße 6, lag der nur aus dem Luftbild bekannte Burgus Intercisa 4. Er stand auf dem höchsten Punkt einer Anhöhe, die südlich von Dunaújváros liegt. Beim Neubau der Landstraße 6, die heute als Umgehungsstraße westlich von Dunaújváros vorbeiführt, wurde die Turmstelle überbaut. Lediglich die Ränder des rund 50 × 50 Meter umfassenden, viereckigen Doppelgrabens blieben im Luftbild sichtbar. |
| 6       | Kisapostag, Tankstelle (Burgus Intercisa 5)                             | Die Turmstelle liegt unmittelbar neben einer 1993 erbauten Tankstelle westlich der Landstraße 6 auf einer landwirtschaftlich genutzten Fläche. Sie wird von einem 50 × 50 Meter großen Doppelgraben umgeben und kann entweder der Mitte des 4. Jahrhunderts oder der valentinianische Zeit zugerechnet werden können. Spätrömische Lesefunde, die der Archäologe Jenő Fitz (1921–2011) an dieser Stelle sicherte, unterstützen diese Datierung. Zwischen 2008 und 2010 wurden im Bereich der Turmstelle Werksteine aufgelesen. In Kisapostag wurde ein Meilenstein aus der Regierungszeit des Kaisers Gordian III. (238–244) geborgen. |
| 6       | Kisapostag (Burgus Intercisa 10)                                        | Die Turmstelle befindet sich auf einem Hügel am Aufstieg zum Kisapostag-Plateau. Dieser Hügel befindet sich westlich über der Landstraße 6 und nördlich zur Zufahrt nach Kisapostag befindet (Petőfi Sándor utca). Die antike Straßentrasse, die während des 3. Jahrhunderts in Verwendung war, führte östlich des Turms am Fuße des Hügels entlang. Burgus Intercisa 10 wurde 1979 ergraben. Der Ackerbau hatte die meisten Spuren bereits weitgehend vernichtet. Gesichert werden konnte, dass Intercisa 10 als Holzturm konstruiert war und von einem rautenförmigen, rund drei Meter tiefen Graben umfasst wurde. Dieser Graben umschloss eine Fläche von rund 42 × 47,7 Metern. In der Grabenverfüllung fand sich spätantike glasierte Keramik, die eine Datierung in die Mitte des 4. Jahrhunderts zuließ. Der Turm selbst könnte aus der Zeit der Tetrarchie stammen. Der Ort Kisapostag ist archäologisch insbesondere durch ein frühbronzezeitliches Urnenfeld bekannt geworden. |
| 6       | Kisapostag-Plateau (Burgus Intercisa 6)                                 | Die Turmstelle befindet sich auf einem flachen Hügel, am Ende des Anstiegs zum Kisapostag-Plateau. Von hier aus konnte zum einen Signale mit dem nördlichen, talwärts liegenden Burgus Intercisa 10 ausgetauscht werden, zum anderen war es möglich, Verbindung zu den unmittelbar auf der Hochebene liegenden Straßentürmen Intercisa 7 und 18 Verbindung zu halten. Die 1979 erfolgte Ausgrabung von Intercisa 6 brachte keine besonderen Erkenntnisgewinne, da die Fläche bereits stark vom Pflug abgeschliffen worden war. Daher konnten keine Baustrukturen gesichert werden. Die Anlage lag auf dem Kisapostag-Plateau südlich der Zufahrt nach Kisapostag und nördlich des Sportflugplatzes an der Westseite der Landstraße 6. Die Trasse dieser Straße verläuft hier unmittelbar über der Römerstraße. Die Turmstelle wurde von einem fast quadratischen Doppelgraben umgeben. An der Ostflanke lagen die beiden Gräben näher zusammen, als an den übrigen drei Seiten. Der äußere Graben besaß 48,40 Meter im Durchmesser, der innere 24,76 Meter. Es wurden nur noch sehr wenige zerstreute Schuttreste des eigentlichen Turms während der Freilegung angetroffen. Sie beweisen jedoch, dass die Station höchstwahrscheinlich aus Stein errichtet worden war. Pfostenlöcher, die auf einen Holzturm hindeuten könnten, wurden nicht angetroffen. Der Turm entstand im 4. Jahrhundert. Entweder zu dessen Beginn, oder – wie Zsolt Visy annahm – während der valentinianischen Zeit.   |
| 6       | Kisapostag-Plateau (Burgus Intercisa 7)                                 | Die nicht ergrabene Turmstelle liegt nahe dem Südrand des Plateaus von Kisapostag an der Westseite der Landstraße 6. Sie wird von einem viereckigen, rund 50 × Meter umfassenden Doppelgraben umgeben. Dem optischen Eindruck nach kann die Anlage laut Visy der valentinianischen Regierungszeit zugeordnet werden. Zwei nord-südlich verlaufende römische Straßentrassen sind zwischen Intercisa 10 und 7 archäologisch gesichert. Die eine folgt dem schnurgeraden Verlauf der modernen Landstraße, die andere befindet sich in geringer Entfernung etwas westlicher, ist in ihrem Verlauf etwas unruhiger. Die Türme Intercisa 6 und 7 liegen unmittelbar zwischen diesen beiden Trassen. Bei Intercisa 7 knickt die Limesstraße leicht nach Südosten ab und steuert auf das Kastell Annamatia zu. Als Lesefund von diesem Platz wurde eine silberüberzogene bronzene Ringfibel veröffentlicht, die in die Jahrzehnte vom Ende des dritten bis Anfang des vierten Jahrhunderts datiert. |
| 6       | Baracs, Kisapostag-Plateau (Burgus Intercisa 18)                        | Unmittelbar am Südrand der Hochebene von Kisapostag befindet sich – unweit von Burgus Intercisa 7 – die nächste Turmstelle. Von hier aus konnte mit dem südöstlich gelegenen Kastell Annamatia signalisiert werden. Dieses lag hangabwärts unmittelbar an der Donau. Im Luftbild zeichnet sich Intercisa 18 auf einer landwirtschaftlich genutzten Fläche deutlich ab. In seiner Mitte, dem Standort des eigentlichen Straßenturms, lässt sich eine dunkle Verfärbung erkennen. Sie wird von einem rautenförmigen Grabenwerk umschlossen. Dem äußerliche Erscheinen nach war dieser Turm aus Holz errichtet worden und stammte in Analogie zum gut erforschten Straßenturm Intercisa 10 aus der Zeit der Tetrarchie. Möglicherweise war dieser Turm der Vorläufer des valentinianischen Turms Intercisa 7. Beiden Türme dürften aufgrund ihrer Standortnähe nicht gleichzeitig bestanden haben. |
| 7       | Baracs                                                                  | Südlich des letzten Burgus lag das Kastell Annamatia. |

### Spuren der Wachtürme entlang der Donau zwischen Dunaújváros und Baracs
Neben der Wachturmkette entlang der Limesstraße zwischen Intercisa und Annamatia errichteten die Römer auch unmittelbar am Ostrand des Öreghegy und des Kisapostag-Plateaus über der nach Süden vorbeifließenden Donau einen dichten Verbund aus Wachstationen. Von diesen Türmen konnten zumindest einige Standorte mehr oder minder sicher nachgewiesen werden. Archäologisch wurde noch keiner untersucht. Die Hügel und Plateaus entlang des Flusses bestehen in diesem Bereich aus mächtigen Lößvorkommen. Die Donau hat die sich insbesondere an ihrer Westseite auftürmenden Lößformationen zu steilen Wänden abgerissen, die entlang der hier besprochenen Strecke eine Höhe von 50 bis 60 Metern erreichen können. Von diesen Höhen konnten die Römer den Fluss überwachen, aber auch weit in das östlich der Donau gelegene sarmatische Barbaricum blicken. Visy ging davon aus, dass diese Türme während der Regierungszeit des Kaisers Commodus errichtet wurden.
| Strecke | Name/Ort                                   | Beschreibung/Zustand |
| ------- | ------------------------------------------ | --- |
| 6       | Dunaújváros-Barátság (Burgus Intercisa 11) | Es existiert eine mündliche Überlieferung nach der sich im heutigen Stadtteil Barátság ein römisches Bauwerk befunden haben soll. Leider reichte die Information für eine Auffindung des Objekts nicht aus. Da das Areal heute weitgehend überbaut ist, konzentrierte sich die Suche auf ein Luftbild aus dem Kriegsjahr 1942. Dort sind mindestens zwei Stellen zu erkennen, an denen sich durch Anomalien die Gräben von Wachtürmen zeigen könnten. Der Bereich ist auch deshalb interessant, da hier bis heute eine Straße hinab zum Flussufer führt, welche sicher schon zur Römerzeit bestand. Neben der Annahme eines Wachturms kann davon ausgegangen werden, dass sich im Tal ein Hafen beziehungsweise Donauübergang befand, der so kontrolliert werden konnte. Zahlreiche römische Münzen, die sich in der Donau und unmittelbar am gegenüberliegenden Ufer im römischen Barbaricum fanden, unterstützen diese Vermutung. Teile dieser Funde befinden sich im ungarischen Nationalmuseum in Budapest, einige sind in privater Hand. Jene Münzen, die Visy und die Archäologin Eszter B. Vágó 1969 fanden, kamen in das Intercisa-Museum nach Dunaújváros. Die Auswertung der Münzen zeigte, dass sie hauptsächlich aus dem 3. und 4. Jahrhundert stammen. Die 1969 gemachten Untersuchungen zu der mutmaßlichen Schiffslände blieben mit Ausnahme der Münzfunde negativ. Möglicherweise hat die Donau alle Nachweise fortgespült. |
| 6       | Dunaújváros (Burgus Intercisa 12)          | Diese Turmstelle ist relativ gut dokumentiert, ihr Standort jedoch umstritten. Bereits der Archäologiepionier Flóris Rómer (1815–1889) hinterließ eine Skizze, die eine 8 × 8 Klafter (rund 15 ×15 Meter) große Turmstelle an der heutigen Sport-Straße zeigt. Paulovics erfasste 1926 die partiell erhaltenen Reste eines Wachturms mit einem umlaufenden Graben nahe dem Höhenfestpunkt 153. Seiner Meinung nach zeigte Rómers Skizze, deren Herstellungsort bis dahin nicht genau lokalisierbar war, den von ihm untersuchten Turm. Diesem Urteil schloss sich der Archäologe Jenő Fitz (1921–2011) an. Als beim Bau des Stahlwerks von Dunaújváros zu Beginn der 1950er Jahre nördlich von Koszider-Padlás ein kleiner steinerner Wachturm zerstört wurde, identifizierte ihn Fitz mit Paulovics Turm. Dieser Meinung folgte Visy nicht, da Paulovics Turm rund 750 Meter von der Stelle entfernt lag, an der sich die von Fitz genannte Stelle befand. Der 1926 festgestellte Turm wird wahrscheinlich in commodianischen Zeit entstanden sein. |
| 6       | Dunaújváros (Burgus Intercisa 17)          | Eine weitere mögliche Turmstelle kann nur noch aus einem historischen Luftbild von 1951 erschlossen worden. An dieser Stelle fällt die von der Industrie überbaute Hochebene sanft in das kleine, nordwestlich-südöstlich in die Donau ziehende Kozidóra-Tal ab. Das rechteckige Grabenwerk umfasst rund 58 × 58 Meter. Der Graben selbst ist rund zehn Meter breit. Er umschließt eine Innenfläche von rund 35 × 35 Meter. Eine dunkle Verfärbung von rund zehn Metern Durchmesser die sich in der Mitte dieser Fläche befindet, deutet den eigentlichen Wachturm an. Ob dieser als Steinturm oder Holzturm bestand, kann anhand des Luftbildes nicht entschieden werden. Nachdem ähnliche, anhand von Inschriften datierbare Bauten der commodianischen Zeit entstammen, könnte dies auch für Intercisa 17 gelten. Dann allerdings dürfte der Turm in Stein ausgebaut gewesen sein. |
| 6       | Dunaújváros (Burgus Intercisa 13)          | Ebenfalls im Industriegebiet von Dunaújváros gelegen, lässt sich dieser Wachturm auf mehreren Luftbildern feststellen. Heute befindet sich hier eine Schutthalde für Zementklinker aus den Stahlwerken. Der Turm besaß einen umlaufenden, rund 48 × 48 Meter umfassenden rechteckigen Graben, der rund zehn Meter breit war. Ohne den Wall hinter dem Graben zu berücksichtigen, der mit dem Grabenaushub aufgeworfen wurde, betrug die Innenfläche der Anlage rund 35 × 35 Meter. In ihrem Zentrum befand sich ein dunkleres Areal von rund zehn Metern Durchmesser. Dies zeigt, dass dieser Turm die gleichen Strukturen aufwies, wie Intercisa 17 und dementsprechend wohl in einer Baukampagne wie dieser in commodianischer Zeit errichtet wurde. |
| 6       | Baracs (Burgus Intercisa 14)               | Zwischen Intercisa 13 und 14 klafft eine große Lücke im Verbund der grenzunmittelbaren Limeswachtürme. Möglicherweise wurden die dort vermuteten Anlagen noch nicht entdeckt oder sind bereits unwiederbringlich verloren. Intercisa 14 – rund 800 Meter nördlich des Kastells Annamatia – wurde erstmals durch eine 1775 veröffentlichte Landkarte von Michael Karpe bekannt, der auch Annamatia dokumentierte. Damals war die Turmstelle noch sichtbar erhalten. Fitz mutmaßte die Errichtung des Turms in die Zeit zwischen 183 und 185 n. Chr. Die Zeichnung von Karpe interpretierte Visy als eine eher rautenförmige Turmstelle. Durch ein Luftbild kann die Anlage genauer bestimmt werden. Sie liegt in einer landwirtschaftlich genutzten Fläche am südlichen Ende des Kisapostag-Plateaus auf einem Sporn der Lößhochebene. Eine kleine Senke schneidet sich unmittelbar südlich des Turms von Nordwesten nach Südosten zur Donau hin in das Sediment. Die eigentliche Turmstelle war von einem Doppelgraben umgeben, wobei der Äußere rund 60 × 60 Meter umfasste. Leider lassen Luftbilder keine nähere Definition zu. Da das zu untersuchende Areal als Naherholungsgebiet ausgewiesen wurde, sind Ausgrabungen nicht möglich. Lesefunde wurden bisher nicht geborgen. |
| 7       | Baracs                                     | Südlich des letzten Burgus lag das Kastell Annamatia. |

## Denkmalschutz
Die Denkmäler Ungarns sind nach dem Gesetz Nr. LXIV aus dem Jahr 2001 durch den Eintrag in das Denkmalregister unter Schutz gestellt. Das Kastell Intercisa und hier insbesondere auch der Vicus (Aktenzeichen: 600/0200/008/2009) sowie alle anderen Limesanlagen gehören als archäologische Fundstätten nach § 3.1 zum national wertvollen Kulturgut. Alle Funde sind nach § 2.1 Staatseigentum, egal an welcher Stelle der Fundort liegt. Verstöße gegen die Ausfuhrregelungen gelten als Straftat bzw. Verbrechen und werden mit Freiheitsentzug von bis zu drei Jahren bestraft.

### Übersicht
- Zsolt Visy: Der pannonische Limes in Ungarn. Theiss, Stuttgart 1988, ISBN 3-8062-0488-8, S. 100–105.
- Zsolt Visy: Intercisa. Dunaújváros in der Römerzeit. Corvina Verlag, Budapest 1977.

### Monographien
- László Barkóczi, Ferenc Fülep, Maria Radnoti-Alföldi u. a.: Intercisa (Dunapentele-Sztálinváros). Geschichte der Stadt in der Römerzeit. Band 1. Akadémiai Kiadó, Budapest 1954
- Maria Radnoti-Alföldi, László Barkóczi, Jenő Fitz u.a: Intercisa. (Dunapentele). Geschichte der Stadt in der Römerzeit. Band 2. Akadémiai Kiadó, Budapest 1957
- Eszter B. Vágó; István Bóna: Die Gräberfelder von Intercisa I. Der spätrömische Südostfriedhof. Akadémiai Kiadó, Budapest 1976, ISBN 963-05-1139-8.
- Felix Teichner: Die Gräberfelder von Intercisa II. Die Altfunde der Museumssammlungen in Berlin, Mainz und Wien. Bestandskatalog. Band 11. Museum für Vor- und Frühgeschichte SMPK, Berlin 2011.

### Aufsätze (Auswahl)
- László Barkóczi: Angaben der Steinmetzarbeit der Trajanszeit in Gorsium und Intercisa. In: Alba Regia. 20, 1983, S. 57–66.
- László Barkóczi, Ágnes Salamon: Archäologische Angaben zur spätrömischen Geschichte des pannonischen Limes – Gräberfelder von Intercisa I. In: Mitteilungen des Archäologischen Instituts der Ungarischen Akademie der Wissenschaften. 4, 1973, S. 73–95.
- László Barkóczi: Lager und Wohnsiedlung. In: László Barkóczi, Ferenc Fülep, Maria Radnoti-Alföldi u. a.: Intercisa I. (Dunapentele-Sztálinváros). Geschichte der Stadt in der Römerzeit. (= László Barkoczi (Hrsg.): Archaeologia Hungarica 33). Akadémiai Kiadó, Budapest 1954, S. 11–60.
- Mária T. Bíró: Historischer Überblick der Beinschnitzerwerkstätten in Intercisa. In: Archaeologiai Értesitö. 134, 2009, S. 63–79.
- M. Lang: Modell eines römischen runden Turmes aus Dunapentele (Intercisa). In: Archaeologiai Értesitö. 30, 1920, S. 24–27.
- Géza Facsar, István Skoflek, Ágnes Salamon: Eine Kapselfrucht (Antirrhinum) aus einer römischen Bulla und Bullen aus Bestattungen von Intercisa. In: Mitteilungen des Archäologischen Instituts der Ungarischen Akademie der Wissenschaften. 7, 1977, S. 93–108.
- Barnabás Lőrincz, Zsolt Visy: Die Baugeschichte des Auxiliarkastells von Intercisa. In: William Hanson, Lawrence Keppie (Hrsg.): Roman Frontier Studies 1979. Papers presented to the 12th International Congress of Roman Frontier Studies. BAR–IS 71 (Oxford 1980), S. 681–701.
- Barnabás Lőrincz, Klára Szabó: Forschungen im Auxiliarkastell von Intercisa (1983–1984). In: Acta Archaeologica Academiae Scientiarum Hungaricae 31, 3/4, 1979, S. 739–744 (= Hermann Vetters, Manfred Kandler (Hrsg.): Der Römische Limes in Österreich, Akten des 14. Internationalen Limeskongresses 1986 in Carnuntum. Heft 36/2, Verlag der Österr. Akademie der Wissenschaften, Wien 1990).
- Barnabás Lőrincz: Die Ziegelstempel des spätrömischen Südostfriedhofes von Intercisa. In: Acta Archaeologica Academiae Scientiarum Hungaricae. 31, 3/4, 1979, S. 293–312.
- Zsolt Mráv: L. Cornelius Felix Plotianus, Statthalter von Commodus in Pannonia Inferior und die Baugeschichte des Auxiliarkastells Intercisa (Dunaújváros, Ungarn) In: Szilvia Bíró (Hrsg.): Studia officina … Studia in honorem Dénes Gabler. Mursella, Győr 2009, S. 357–387.
- Zsolt Mráv: Eine litterae aureae-Inschrift aus Intercisa. In: Folia Archaeologica. 49/50, 2001/02, S. 207–233.
- Franz Oelmann: Die tönerne Porta des Illarus von Intercisa. In: Beiträge zur älteren europäischen Kulturgeschichte. Band 1. Festschrift für Rudolf Egger. Verlag des Geschichtsvereines für Kärnten, Klagenfurt 1952, S. 114–125.
- István Paulovics: Eine Inschrift des Fahnenheiligtums von Dunapentele. In: Archaeologiai Értesítő. 78, 1951, S. 21–23.
- Ágnes Salamon: Spätrömische gestempelte Gefäße aus Intercisa. In: Folia Archaeologica. 50, 1969, S. 53–62.
- Ágnes Salamon: Archäologische Angaben zur spätrömischen Geschichte des pannonischen Limes — Geweihmanufaktur in Intercisa. In: Mitteilungen des Archäologischen Instituts der Ungarischen Akademie der Wissenschaften. 6, 1976, S. 47–54.
- Klára Szabó: Vierzehn Bronzegefässe aus der Lagerwerkstatt von Intercisa. In: Hermann Vetters, Manfred Kandler (Hrsg.): Akten des 14. Internationalen Limeskongresses 1986 in Carnuntum. Österreichische Akademie der Wissenschaften, Wien 1990, ISBN 3-7001-1695-0, S. 745–752.
- Lóránt Vass: Beinschnitzerei in Intercisa. In: Archaeologiai Értesítő. 134, 2009, S. 81–90.
- Zsolt Visy: „Beneficiarii“ auf Inschriften von Intercisa. Die Frage einer Benefiziarierstation von Intercisa. In: Antiquitas, Reihe 1, Abhandlungen zur alten Geschichte 61, 2013, S. 359–376.
- Zsolt Visy: Die Rekonstruktion des römischen Reisewagens von Dunaújváros. In: Archaeologiai Értesítő. 112, 1985, S. 169–179.
- Zsolt Visy: Basen und Fragmente von Kaiserstatuen in Intercisa. In: Acta Archaeologica Academiae Scientiarum Hungaricae. 35, 1/2, 1983, S. 73–85.
- Zsolt Visy: Die Denkmäler des Kaiserkultes in Intercisa. In: Wissenschaftliche Zeitschrift der Humboldt-Universität zu Berlin, Gesellschafts- und Sprachwissenschaftliche Reihe. 31, 1982, S. 303ff.
- Zsolt Visy: Vorläufiger Bericht über die Ausgrabungen von Intercisa in den Jahren 1970–1972. In: Alba Regia. 13, 1972, S. 258 ff.